# Risultati sportivi della Lancia Aurelia
La Lancia Aurelia ha partecipato, con le varie versioni (le berline, le coupé B20, le B20-Zagato, le B24) a molte competizioni automobilistiche fin dall'anno della sua prima presentazione, nel 1950 ottenendo parecchie affermazioni, anche a livello internazionale.
In campo nazionale, ha consentito a parecchi piloti di vincere almeno 8 Campionati Automobilistici Italiani, come risulta dalla tabella sotto-riportata.
| Titoli Italiani vinti da Piloti al volante di vetture Lancia Aurelia | Titoli Italiani vinti da Piloti al volante di vetture Lancia Aurelia    | Titoli Italiani vinti da Piloti al volante di vetture Lancia Aurelia |
| -------------------------------------------------------------------- | ----------------------------------------------------------------------- | -------------------------------------------------------------------- |
| Anni                                                                 | Campionato                                                              | Pilota                                                               |
| 1951                                                                 | Categoria Gran Turismo Internazionale, classe 1501–2000 cm³             | Castiglioni Umberto, con Lancia Aurelia B20-2000                     |
| 1952                                                                 | Categoria Turismo Nazionale, classe oltre 1500 cm³                      | Maglioli Umberto, con Lancia Aurelia B21                             |
| 1953                                                                 | Campionato della Montagna Categoria Gran Turismo                        | Contini Ettore, con Lancia Aurelia B20-2500                          |
| 1953                                                                 | Categoria Gran Turismo Internazionale, classe oltre 2000 cm³            | Valenzano Luigi, con Lancia Aurelia B20-2500                         |
| 1954                                                                 | Campionato della Montagna Categoria Gran Turismo, classe oltre 2000 cm³ | Lubich Eugenio, con Lancia Aurelia B20-2500                          |
| 1954                                                                 | Categoria Gran Turismo, classe oltre 2000 cm³                           | Ribaldi Franco, con Lancia Aurelia B20-2500                          |
| 1955                                                                 | Campionato della Montagna Categoria Gran Turismo, classe oltre 2000 cm³ | Gatta Ferdinando, con Lancia Aurelia B20-2500 Zagato                 |
| 1955                                                                 | Categoria Gran Turismo, classe oltre 2000 cm³                           | Gatta Ferdinando, con Lancia Aurelia B20-2500 Zagato                 |
| 1956                                                                 | Campionato della Montagna Categoria Gran Turismo, classe oltre 2000 cm³ | Edoardo Lualdi Gabardi, con Ferrari 250 GT e Lancia Aurelia B20-2500 |

L'albo dei risultati è ripartito in due parti: le gare "importanti" (di risonanza internazionale e/o su lunga distanza) definite "Le grandi corse" e le altre definite un po' genericamente come "Le altre corse" (non vengono comprese le gare di pura regolarità, le gincane e tutte le prove in cui non sia previsto, neppure parzialmente, il fattore velocità).

## Le grandi corse, dal 1950 al 1963
Nell'elenco-gare è stato specificato, per ciascuna gara e per ciascuna categoria (Turismo, Gran Turismo, Sport, ecc) e per ciascuna classe di cilindrata il migliore risultato conseguito tra coloro che disponevano di vetture Aurelia: molto spesso, altre vetture del medesimo modello si sono piazzate alle spalle di quella meglio classificata, ma di questi risultati c'è traccia soltanto quando le prestazioni realizzate sono in qualche modo degne di essere menzionate.
Nota: l'abbreviazione "N.D." significa che il dato non è disponibile.

### 1950
| Nazione Data | Manifestazione   | Risultato ass. | Risultato classe   | Categoria                                     | Tipo Aurelia       | Piloti             |
| Nazione Data | Manifestazione   | Descrizione evento | Descrizione evento | Descrizione evento                            | Descrizione evento | Descrizione evento |
| ------------ | ---------------- | --- | ------------------ | --------------------------------------------- | ------------------ | ------------------ |
| 24-27 agosto | IV Stella Alpina | 12º posto | 4º posto           | Categoria Gran Turismo, Classe oltre 1500 cm³ | B10 berlina        | Christillin Emilio |
| 24-27 agosto | IV Stella Alpina | Su Lancia Aurelia B10 berlina copre il percorso (il dato relativo al chilometraggio non è disponibile, comunque è dell'ordine dei 130–150 km) in 2 ore 18'38” 1/5 (media non disponibile). Questa gara segna il debutto dell'Aurelia nell'agone sportivo. A pilotare questa berlina strettamente di serie (del modello B10 da poco sul mercato), è il noto gentlemen torinese Emilio Christillin, che è peraltro costretto ad iscriversi nel gruppo Gran Turismo perché l'Aurelia non è ancora omologata fra le vetture del gruppo Turismo. Pur sopravanzato dalle 3 grosse Alfa Romeo 2500, Christillin segna tempi di tutto rispetto, praticamente in linea con quelli delle migliori Aprilia, che gli valgono il 12º posto della graduatoria generale assoluta (su 46 concorrenti classificati) |                    |                                               |                    |                    |

### 1951
| Nazione Data           | Manifestazione                       | Risultato ass. | Risultato classe   | Categoria                                           | Tipo Aurelia              | Piloti                                  |
| Nazione Data           | Manifestazione                       | Descrizione evento | Descrizione evento | Descrizione evento                                  | Descrizione evento        | Descrizione evento                      |
| ---------------------- | ------------------------------------ | --- | ------------------ | --------------------------------------------------- | ------------------------- | --------------------------------------- |
| 23/31 gennaio          | XXI Rally di Monte Carlo             | Ritiro | Ritiro             |                                                     | B10 berlina               | Di Sambuy Vittorio/Bocca Franco         |
| 23/31 gennaio          | XXI Rally di Monte Carlo             | La lista dei risultati conseguiti nel 1951 si apre con un ritiro, che deve però essere storicamente menzionato per due motivi. Primo: perché la B10 berlina che vi ha partecipato con l'equipaggio Di Sambuy Vittorio/Bocca Franco era la prima Aurelia a cimentarsi in una gara internazionale e si è comportata piuttosto bene prima del ritiro (non dovuto ad avaria meccanica ma a seguito di un incidente). Secondo: perché nella stessa occasione ha debuttato anche la rivale per antonomasia dell'Aurelia, ovvero la Alfa Romeo 1900. Anche l'Alfa Romeo per la verità non ha ottenuto un grande risultato: anche in questo caso la colpa non può essere attribuita alla bontà della vettura, dal momento che il motivo delle enormi penalizzazioni accumulate (che la classificheranno addirittura in 182ª posizione) è da imputare al pilota, Raimondo Lanza di Trabia, che, essendosi addormentato, parte da un posto di controllo con un ritardo abissale rispetto all'orario previsto. |                    |                                                     |                           |                                         |
| 23/26 febbraio         | II Rallye del Sestriere              | 1º posto | 1º posto           | Categoria Turismo, Classe oltre 1500 cm³            | B10 berlina               | Alberto Ascari/Gigi Villoresi           |
| 23/26 febbraio         | II Rallye del Sestriere              | Il Rallye, che si articola in un percorso d'avvicinamento di 1.800 chilometri circa, più un breve tratto di velocità ed una prova complementare, vede l'affermazione di prestigio dell'Aurelia, che alla fine occupa, oltre al primo posto dei due assi italiani, la 15.esima e la 21.esima piazza (Becchio e D'Agostino rispettivamente) su un totale di 64 equipaggi classificati. |                    |                                                     |                           |                                         |
| 1º aprile              | XI Giro di Sicilia                   | 12º posto | 1º posto           | Categoria Gran Turismo, classe da 1501 a 2000 cm³   | B21 berlina               | Umberto Castiglioni                     |
| 1º aprile              | XI Giro di Sicilia                   | Castiglioni copre i km 1080,000 del percorso in 12 ore24'23” alla media di km/h 87,051; alle spalle di Castiglioni (che, come sempre, corre sotto lo pseudonimo di “Ippocampo”) si piazzano altre tre Aurelia. Da notare che le nuove berlina Aurelia munite di motore da 2 litri, non ancora omologate nella categoria Turismo, hanno dovuto correre nel gruppo delle Gran Turismo: se avessero potuto gareggiare nella categoria Turismo, le prime tre Aurelia B21 avrebbero battuto la migliore delle rivali Alfa Romeo 1900. Castiglioni si piazza al 12º posto della graduatoria assoluta. Nella Categoria Turismo, classe da 1501 a 2000 cm³, Sergio Luigi/Cageggi Antonio (su Lancia Aurelia B10 berlina) giungono terzi e coprono i km 1080,000 del percorso in 13 ore06'58” alla media di km/h 82,341; malgrado la cilindrata inferiore, l'Aurelia di Sergio/Cageggi riesce ad occupare il terzo posto di classe dietro a due Alfa Romeo 1900, ma precedendo altre Alfa (e altre Aurelia). Sergio/Cageggi sono 20.esimi assoluti. |                    |                                                     |                           |                                         |
| 28/29 aprile           | XVIII Mille Miglia                   | 2º posto | 1º posto           | Categoria Vetture Veloci, classe da 1101 a 2000 cm³ | B20-2000 coupé            | Giovanni Bracco/Umberto Maglioli        |
| 28/29 aprile           | XVIII Mille Miglia                   | Bracco e Maglioli coprono i km 1564,000 del percorso in 13 ore 10'14” alla media di km/h 118,749; se la vittoria di classe non può che arridere ad una Lancia Aurelia poiché solo questo modello è in lizza, stupefacente è invece la prestazione in assoluto, che colloca l'equipaggio al secondo posto assoluto, alle spalle della Ferrari da oltre 4 litri di cilindrata dei vincitori (Villoresi/Cassani) e davanti ad un nugolo di Ferrari, Alfa Romeo, Aston Martin, OSCA, Maserati. Di rilievo anche (sempre nella classe 1101-2000 Vetture veloci) il 6º posto (18º assoluto) ottenuto da Luigi Bellucci/Alfredo Colucci con la berlina B21, alla bella media di km/h 109,398 |                    |                                                     |                           |                                         |
| 3 giugno               | III Coppa della Toscana              | 9º posto | 1º posto           | Categoria Turismo                                   | B10 berlina               | Alberto Magi Diligenti/Amelio Crescioli |
| 3 giugno               | III Coppa della Toscana              | l'equipaggio Magi Diligenti/Crescioli, che copre i km 680,000 del percorso in 6 ore 21'30” alla media di km/h 106,946, ottiene la miglior prestazione fra tutte le vetture Turismo e relega al 3º e 4º posto le più grosse e potenti (ma ormai al tramonto) Alfa Romeo 6 cilindri 2500. l'Aurelia berlina si piazza al 24º posto nella graduatoria assoluta. Nella Categoria Gran Turismo, classe oltre 1500 cm³, Giovanni Bracco e Umberto Maglioli (Lancia Aurelia B20-2000 coupé) coprono i km 680,000 del percorso in 5 ore37'03” alla media di km/h 121,050 classificandosi al 2ºposto. Ottima piazza d'onore alle spalle della Ferrari di Cornacchia/De Carlo nella classifica di classe ed altrettanto brillante 9º posto nella graduatoria assoluta, dietro a 6 Ferrari (di cui una da 4,1 litri e una da 2,5 litri), 1 Jaguar da 3,5 litri e un'agile barchetta Osca 1100. |                    |                                                     |                           |                                         |
| 23/24 giugno           | XIX 24 Ore di Le Mans                | 12º posto | 1º posto           | Categoria Sport, classe da 1501 a 2000 cm³          | B20-2000 coupé            | Giovanni Bracco/Giovanni Lurani         |
| 23/24 giugno           | XIX 24 Ore di Le Mans                | Bracco/Lurani coprono, nelle 24 ore, km 3172,380 corrispondenti ad una media oraria di km 132,182. Debutto internazionale “col botto” per la Lancia Aurelia: alla 24 ore di Le Mans, malgrado presente con una sola vettura, la B20 si aggiudica la sua classe (precedendo 2 Frazer Nash ed 1 Ferrari) e si piazza al 12º posto della graduatoria assoluta (su 30 classificati). La prestazione della nuova Aurelia è oggetto di entusiastici commenti da parte di Charles Faroux – il giornalista più famoso ed autorevole del settore – che giudica la vettura torinese il mezzo rispondente al meglio allo “spirito” di Le Mans, capace cioè di vincere una corsa come di recare il proprietario a teatro. Nell'occasione, l'Aurelia si distingue anche per aver effettuato pochissime e rapidissime fermate ai box (si parla di poco più di 5 minuti di fermata nell'arco delle 24 ore). |                    |                                                     |                           |                                         |
| 15 luglio              | V Coppa d'Oro delle Dolomiti         | 1º posto | 1º posto           | Categoria Gran Turismo, Classe da 1501 a 2000 cm³   | B20-2000 coupé            | Enrico Anselmi                          |
| 15 luglio              | V Coppa d'Oro delle Dolomiti         | Anselmi (Lancia Aurelia B20-2000 coupé) copre i km 303,800 del percorso in 3 ore45'07” alla media di km/h 80,971; le Aurelia coupé B20 da 2 litri con i suoi migliori piloti si piazza al 1º, al 2º e al 4º posto della graduatoria assoluta. Dietro al vincitore Anselmi troviamo infatti Castiglioni (2º) e Ammendola (4º): tra i due, l'agile Osca 1100 spider del velocissimo e promettente Giulio Cabianca (un pilota che approderà addirittura in Formula 1). Le Aurelia si lasciano alle spalle, tra le altre, anche le Ferrari da 2,6 litri e la Maserati sport 2 litri di Maglioli |                    |                                                     |                           |                                         |
| 12/20 luglio           | XIV Rallye Internazionali delle Alpi | 1º post ex aequo | 2º posto           | Classe da 1501 a 2000 cm³                           | B20-2000 coupé            | Roberto Piodi/A.Frajria                 |
| 12/20 luglio           | XIV Rallye Internazionali delle Alpi | Piodi/Frajria percorrono i 3.000 km circa del percorso totalizzando zero penalità, assieme ad altri 9 equipaggi: tutti e 10 sono pertanto classificati primi a pari merito. Ai soli fini della classifica di classe, si ricorre ad una prova di spareggio, dopo la quale Piodi si piazza al 2º posto della classe da 1501 a 2000 cm³. Da notare che una seconda Aurelia – la berlina di Bocca/Vittorio Di Sambuy – conquista il terzo posto di classe con 40 punti di penalizzazione |                    |                                                     |                           |                                         |
| 5 agosto               | III Giro delle Calabrie              | 4º posto | 1º posto           | Categoria Gran Turismo, Classe oltre 1100 cm³       | B20-2000 coupé            | Luciano Gianni                          |
| 5 agosto               | III Giro delle Calabrie              | Anselmi/Gianni coprono i km 723,000 del percorso in 8 ore51'24” alla media di km/h 81,633. Degna di rilievo la prestazione di Anselmi, che, malgrado una rovinosa uscita di strada, riesce a concludere al 4º posto assoluto, lasciandosi alle spalle macchine non certo di secondo piano, quali la Jaguar da 3 litri e mezzo di Biondetti, la Allard da oltre 5 litri di Tom Cole, e poi Maserati, Stanguellini e Cisitalia |                    |                                                     |                           |                                         |
| 11 agosto              | I 6 Ore di Pescara                   | 1º posto | 1º posto           | Categoria Gran Turismo, Classe da 1501 a 2000 cm³   | Giovanni Bracco           |                                         |
| 11 agosto              | I 6 Ore di Pescara                   | Bracco copre, nelle 6 ore, km 733,239 alla media di km/h 122,206; affermazione d'assieme delle Aurelia B20, che occupano i primi 5 posti della classifica assoluta (dietro a Bracco, nell'ordine Anselmi, Valenzano, Ammendola e Bellucci). Ad onor del vero, va però detto che la concorrenza è stata scarsa e che, dopo un bel duello iniziale con la Ferrari da 2,6 litri di Franco Cornacchia (presto ritiratasi), il plotone delle Aurelia non ha avuto rivali, trovandosi a fronteggiare con ovvia facilità le Fiat e le Aprilia della categoria Gran Turismo di minor cilindrata Nella Categoria Turismo 1º posto per Romano Piacenza (Lancia Aurelia B10 berlina) che copre, nelle 6 ore, km 611,537 alla media di km/h 101,923; Piacenza si aggiudica il “gruppo Lancia Aurelia” nell'ambito della Categoria Turismo ed ottiene la miglior prestazione dell'intera Categoria. Nella classifica assoluta, Piacenza è 7º (preceduto soltanto da 6 vetture del gruppo Gran Turismo, ovvero le 5 Aurelia B 20 e la Fiat-Bertone di Guido Mancini, vincitrice della classe fino a 1500 cm³) |                    |                                                     |                           |                                         |
| 15/19 agosto           | Liège-Roma-Liège                     | 9º posto | 2º posto           | Categoria Unica, Classe da 1501 a 3000 cm³          | B21 berlina               | Franco Caramelli/Durando                |
| 15/19 agosto           | Liège-Roma-Liège                     | Caramelli/Durando coprono i quasi 5.000 chilometri del percorso totalizzando 60 punti di penalità e piazzandosi al 9º posto della graduatoria assoluta (su 57 classificati). Al 3º posto di classe (18º assoluto) si piazza invece l'Aurelia B10 berlina di Bossetti/Brunetto |                    |                                                     |                           |                                         |
| 23/26 agosto           | V Stella Alpina                      | 2º posto | 1º posto           | Categoria Turismo Nazionale di Serie                | B10 berlina               | Riccardo Piacenza                       |
| 23/26 agosto           | V Stella Alpina                      | Piacenza copre il percorso (la gara si svolge su di un percorso di oltre 1.200 chilometri, una parte dei quali cronometrati come prove di velocità: il dato relativo al chilometraggio di questi tratti di velocità non è disponibile, comunque è dell'ordine dei 130–150 km) in 1 ora56'24” 2/5 (media non disponibile). Il regolamento della gara prevede, per le vetture Turismo, gruppi di vetture dello stesso tipo, per cui quella di Piacenza, che si aggiudica il “gruppo lancia Aurelia”, a rigore non si può definire vittoria di classe. Piacenza comunque è il più veloce dell'intera categoria Turismo (davanti all'altra Aurelia di Emanuele Giolino e all'Alfa Romeo 2500 di Guido Cestelli Guidi) e riesce anche a posizionarsi ad un ottimo 7º posto nella graduatoria assoluta (su 67 classificati complessivamente). Nella Categoria Gran Turismo Internazionale, Classe da 1501 a 2000 cm³ Luigi Valenzano (Lancia Aurelia B20-2000 coupé) copre il percorso in 1 ora45'42”. Valenzano si aggiudica la classe precedendo altre 4 Aurelia dello stesso modello e si classifica secondo assoluto dietro alla berlinetta Ferrari 195 da 2,3 litri di Salvatore Ammendola. Nella classifica generale, oltre al 2º posto di Valenzano, le B20 occupano il 3º, 4º e 6º posto (Rodenghi, Castiglioni e Bordoni rispettivamente): una sfilza di Aurelia interrotta soltanto dalla Ferrari 212 da 2,6 litri di Augusto Caraceni (5º assoluto) |                    |                                                     |                           |                                         |
| 30 agosto/12 settembre | Tour de France                       | 32º posto | 8º posto           | Categoria Unica, classe da 1501 a 3000 cm³          | B20-2000 coupé            | Gennary/Billieri                        |
| 30 agosto/12 settembre | Tour de France                       | La gara, simile nella formula al “rally”, si svolge su di un percorso di 5.240 chilometri, una piccola parte dei quali cronometrati come prove di velocità, per cui non esistono tempi e medie orarie da potersi indicare in classifica |                    |                                                     |                           |                                         |
| 20/25 novembre         | II Carrera Panamericana              | 49º posto | 2º posto           | B20-2000 coupé                                      | Giovanni Bracco/Arguelles |                                         |
| 20/25 novembre         | II Carrera Panamericana              | Tre tappe: due secondi posti ed un 49º posto (assoluti): 1- prima tappa (20 novembre, Thxtla Gutiérrez/Oaxaca di km 530): Bracco è attardato da un problema meccanico (pompa benzina) e, dopo una prima parte di gara condotta nelle posizioni di testa, si piazza al 49º posto assoluto. 2- seconda tappa (21 novembre, prima frazione, Oaxaca/Puebla, km 412): Bracco/Arguelles compiono il percorso di km 412,000 in 3 ore23'05” alla media di km/h 121,723; risolti i problemi alla pompa della benzina, Bracco si scatena e conclude la seconda tappa accusando un distacco di 1 minuto dall'equipaggio vincitore, Alberto Ascari/Luigi Villoresi (Ferrari 212 Inter da 2,6 litri di cilindrata). 3- terza tappa (21 novembre, seconda frazione, Puebla/México, km 130): Bracco/Arguelles compiono il percorso di km 130,000 in 57'14” alla media di km/h 136,284 arrivando nuovamente al secondo posto. Bracco sfiora la vittoria di tappa e viene preceduto (di appena 45”) dalla Ferrari di Piero Taruffi/Luigi Chinetti. Il 22 novembre, nel corso della terza tappa (México/Leon di km 430), Bracco esce di strada ed è costretto ad abbandonare. Nella stessa corsa, prende il via anche una seconda Aurelia B20, condotta da Felice Bonetto (in coppia con Gianfranco Volpini): l'equipaggio, che punta alla vittoria o comunque alle prime posizioni di classifica, deve però ritirarsi già nella prima tappa per la bruciatura della guarnizione della testata: si scoprirà poi che un manicotto dell'acqua risulta tagliato di netto con un coltello |                    |                                                     |                           |                                         |

### 1952
| Nazione Data   | Manifestazione                      | Risultato ass. | Risultato classe   | Categoria                                                       | Tipo Aurelia                             | Piloti                                 |
| Nazione Data   | Manifestazione                      | Descrizione evento | Descrizione evento | Descrizione evento                                              | Descrizione evento                       | Descrizione evento                     |
| -------------- | ----------------------------------- | --- | ------------------ | --------------------------------------------------------------- | ---------------------------------------- | -------------------------------------- |
| 22/29 gennaio  | XXII Rally di Monte Carlo           | 122º posto |                    |                                                                 | B10                                      | Puyenbroeck/Vroom                      |
| 22/29 gennaio  | XXII Rally di Monte Carlo           | Puyenbroeck/Vroom portano a termine gli oltre 3.000 km del percorso (N.D. i punti di penalizzazione) senza infamia e senza lode. La partecipazione di alcune Aurelia a questo rally è dovuta ad iniziative di gentlemen privati, non supportati né tanto meno assistiti dalla Casa |                    |                                                                 |                                          |                                        |
| 22/25 febbraio | III Rallye del Sestrière            | 1º posto | 1º posto           | Categoria Unica Turismo/Gran Turismo, classe da 1501 a 2000 cm³ | B20-2000 coupé                           | Luigi Valenzano/P. Paltrinieri         |
| 22/25 febbraio | III Rallye del Sestrière            | Valenzano/Paltrinieri portano a termine il lungo percorso (tra 1000 e 1300 km a seconda della località di partenza e comprendenti una breve prova di velocità ed una prova complementare) totalizzando punti 586,98. Le Aurelia dominano il rally, occupando sette delle prime nove posizioni di classifica, anche se sono seriamente impensierite da due Porsche 356, che riescono a piazzarsi al 2º e 3º posto. Bene si comportano, oltre alle coupé B 20 (prima, quarta e settima), anche le berline B21 (quinta, sesta, ottava e nona assolute). Per completare il quadro, si può notare che nella prova di velocità su 3 km rettilinei, Valenzano con la B20 è stato il più veloce (media 162,454 km orari), mentre la prima delle B21 ottiene soltanto km/h 145,472 ed è battuta d'un soffio dalla migliore delle Alfa Romeo 1900 (146,341 km/h) |                    |                                                                 |                                          |                                        |
| 9 marzo        | XII Giro di Sicilia                 | 2º posto | 1º posto           | Categoria Gran Turismo, classe oltre 1500 cm³                   | B20-2000 coupé                           | Felice Bonetto/Gianpaolo Volpini       |
| 9 marzo        | XII Giro di Sicilia                 | Bonetto/Volpini coprono i km 1080,000 del percorso in 11 ore28'28”, alla media di km/h. 94,122. Altra superba prova d'assieme delle Lancia Aurelia B20, che qui debuttano in una nuovissima versione con carrozzeria in alluminio e padiglione abbassato, coda arrotondata e priva di bagagliaio. Alla fine queste nuove B20 sono battute soltanto dalla Ferrari 166 Millemiglia 2 litri di Paolo Marzotto e si impossessano della seconda, terza e quarta, posizione (Bonetto, Valenzano ed Ammendola) e piazzano ancora due vetture all'ottavo ed al decimo posto (Fagioli ed Anselmi). Ad onor del vero, va però detto che una serie davvero impressionante di guasti ed incidenti ha messo fuori combattimento le Ferrari più pericolose: Giannino Marzotto (Ferrari 340 America da 4,1 litri) non ha potuto prendere il via per un'avaria alla pompa dell'acqua manifestatasi in prossimità del via, Luigi Villoresi (Ferrari 225 S da 2,7 litri) è stato costretto al ritiro dopo una manciata di chilometri a causa di un incidente, Vittorio Marzotto (Ferrari 225 S da 2,7 litri) ha abbandonato la corsa dopo la rottura del serbatoio, Taruffi (Ferrari 212 S da 2,6 litri) e Bracco (Ferrari 225 S da 2,7 litri) sono stati fermati (quando già vedevano la vittoria a portata di mano) per la bruciatura della guarnizione della testata l'uno e per una non meglio precisata avaria meccanica l'altro. Rimane da dire che questa corsa siciliana segna il debutto dell'Alfa Romeo 1900 Sprint, che si difende con onore (l'equipaggio Franco Cortese/Giulio Sala è 5º nella classe oltre 1500 Gran Turismo ed è 9º nella classifica assoluta) e del nuovo motore 8V Fiat, che qui è montato su una spider Siata, partecipante nella categoria Sport con la coppia Franco Rol/Gino Munaron, e che si comporta a sua volta piuttosto bene (2º nella classe 1101-2000 Sport e 12º assoluto). Nella Categoria Turismo, classe oltre 1500 cm³ al primo posto Luigi Bellucci/Alfredo Colucci (Lancia Aurelia B21) che portano a termine i km 1080,000 del percorso in 12 ore49'52” 4/5 alla media di km/h 84,168. Anche nell'ambito della categoria Turismo, l'Aurelia ha modo di distinguersi: la berlina B21 di Bellucci/Colucci precede altre due berline simili di Paolo Pagani/Luciano Franchi e di Ferdinando Gatta/Alfredo Fondi e, soprattutto, le acerrime rivali Alfa Romeo 1900, relegate dalla quarta posizione in giù |                    |                                                                 |                                          |                                        |
| 3/4 maggio     | XIX Mille Miglia                    | 3º posto | 1º posto           | Categoria Turismo Nazionale, classe oltre 1500                  | B21 berlina                              | Umberto Maglioli/Luciano Monteferrario |
| 3/4 maggio     | XIX Mille Miglia                    | Maglioli/Monteferrario coprono i km. 1564,000 del percorso in 13 ore58'35” alla media di km/h 111,903; per la prima volta, la vittoria dell'Aurelia B21 è fortemente avversata dalle Alfa Romeo 1900, che iniziano la riscossa. Alle spalle di Maglioli si classificano infatti ben 4 Alfa Romeo. La B21 di Maglioli/Monteferrario si piazza al 19º posto assoluto. Nella Categoria Gran Turismo Internazionale, classe da 1501 a 2000 cm³, 1º posto per Luigi Fagioli/Vincenzo Borghi (Lancia Aurelia B20-2000 coupé) che coprono i km. 1564,000 del percorso in 12 ore 40'05” alla media di km/h 123,460. Anche con la complicità del fondo stradale a tratti bagnato, le B20 (specie quelle abbassate ed alleggerite già viste al Giro di Sicilia), oltre ad aggiudicarsi con una certa facilità la loro classe, riescono ad inserirsi nei primissimi posti della classifica assoluta. Nella classe da 1501 a 2000 cm³, le B20 occupano le prime 4 posizioni: la prima delle Fiat 8V (Vincenzo Auricchio/Piero Bozzini) è quinta, la prima delle Alfa Romeo 1900 Sprint (Mario Tadini/Bruno Bonini) è sesta. Nella classifica assoluta, a B20 di Fagioli/Borghi è terza, preceduta soltanto da due poderose “tre litri”: la Ferrari 250 S di Giovanni Bracco/Alfonso Rolfo e la Mercedes 300 SL di Karl Kling e Hans Klenk. Nella Categoria Sport, classe da 1101 a 2000 cm³, 4º posto per Michelangelo Leonardi/R. Tomatis (Lancia Aurelia B20-2000 coupé) che coprono i km. 1564,000 del percorso in 14 ore47'20”; per completezza d'informazione, va citata anche questa Aurelia, che, probabilmente non ammessa tra le Gran Turismo perché elaborata più di quanto consentito dal regolamento, ha corso nella categoria Sport, senza infamia e senza lode: 4º posto di classe (peraltro su 4 arrivati) e 43º posto assoluto |                    |                                                                 |                                          |                                        |
| 1º giugno      | Premio Montecarlo                   | 4º posto |                    | Categoria Sport, vetture 2000 cm³                               | B20-2000 coupé                           | Luigi Valenzano                        |
| 1º giugno      | Premio Montecarlo                   | Valenzano copre 64 giri (1 in meno rispetto al vincitore) pari a km 201,280 di percorso, in 2 ore15'24” 4/10 alla media di km/h 89,189. La corsa, preambolo del Gran Premio vero e proprio (che tuttavia verrà disputato dalle vetture Sport con cilindrata superiore ai 2 litri invece che dalle vetture di Formula come di consueto) è appannaggio della spyder Gordini di Robert Manzon, che precede l'agile Osca 1350 di Franco Bordoni, la Frazer Nash di Cook e l'Aurelia di Valenzano. La seconda delle Aurelia in gara, condotta da Umberto Castiglioni (che come sempre si cela sotto lo pseudonimo di “Ippocampo”), si piazza in ottava posizione. Purtroppo alla gara non può partecipare il terzo lancista, Luigi Fagioli, che è vittima di un gravissimo incidente nel corso delle prove e che non sopravviverà e morirà, all'ospedale di Montecarlo, il 20 giugno |                    |                                                                 |                                          |                                        |
| 1º giugno      | IV Coppa della Toscana              | 6º posto | 1º posto           | Categoria Turismo Nazionale, classe oltre 1500 cm³              | B21 berlina                              | Felice Bonetto/Giampaolo Volpini       |
| 1º giugno      | IV Coppa della Toscana              | Bonetto/Volpini coprono i km. 736,000 del percorso in 6 ore23'06” alla media di km/h 115,270; battaglia furiosa (ma tutta tra “Lancisti”) in questa classe: prevalgono Bonetto Volpini davanti all'equipaggio recentemente vittorioso alla Mille Miglia, Maglioli/Monteferrario, ed a tutti gli altri (tra cui si notano i nomi di Ferdinando Gatta ed Emilio Christillin). Ottima la posizione conquistata da Bonetto/Volpini nella classifica assoluta (8º posto) Nella Categoria Gran Turismo, classe da 1501 a 2000 cm³ Scotti/Pierattelli (su Lancia Aurelia B20-2000 coupé) coprono i km. 736,000 del percorso in 6 ore21'39” alla media di km/h 115,708. Impegnato a Montecarlo lo “squadrone” delle B20 semi-ufficiali, difendono i colori della Lancia altri equipaggi di indiscutibile valore, tra i quali prevale lo coppia Scotti/Pierattelli, che distanzia i secondi, Mantovani/Palazzi, di circa 4 minuti. Al terzo posto, unica tra un nugolo di Aurelia, si piazza la nuova velocissima Fiat 8V Zagato (che qui è all'esordio) di Ovidio Capelli/Orlando Gerli, che accusa un ritardo di appena 6 minuti dai primi. Scotti/Pierattelli sono sesti nella graduatoria assoluta, alle spalle di due Ferrari di maggiore cilindrata e di tre agili Osca 1100. Nella Categoria Sport, classe da 1101 a 2000 cm³, Kestenholz/Conconi coprono i km. 736,000 del percorso in 6 ore47'48” alla media di km/h 108,288. Questa Aurelia, probabilmente non ammessa tra le Gran Turismo perché elaborata più di quanto consentito dal regolamento, ha corso nella categoria Sport, ottenendo alla fine un discreto risultato: 3º posto di classe e 28º posto assoluto. |                    |                                                                 |                                          |                                        |
| 1/2 giugno     | Giro del Dachstein                  | 2º posto | 1º posto           | Categoria Turismo, classe oltre 1500 cm³                        | B10 berlina                              | Smolinar                               |
| 1/2 giugno     | Giro del Dachstein                  | Smolinar porta a termine il percorso di questa gara (disputata con la formula del “rallye”) di 922 km (in due tappe) con un numero di penalità indefinibile (dato N.D.), davanti ad una nutrita schiera di Citroën. Probabilmente interessante anche la posiziona nella graduatoria assoluta (peraltro N.D.). Nella Categoria Sport, classe oltre 1500 cm³, Corrado Campeis (su Lancia Aurelia B20-2000 coupé) porta anch'esso a termine il percorso con un numero di penalità indefinibile (dato N.D.). Inserita d'autorità nella categoria Sport per via di un'astrusità del regolamento, alla B20 di Campeis sfugge la vittoria a causa della scarsa qualità del carburante austriaco (appena 62 ottani) che ne penalizza le prestazioni nella prova di velocità, nella quale ha la meglio (per appena 1” 1/10) la BMW di Schiller. l'Aurelia di Campeis è seconda anche nella classifica assoluta. |                    |                                                                 |                                          |                                        |
| 14/15 giugno   | XX 24 Ore di Le Mans                | 6º posto | 1º posto           | Categoria Sport, classe da 1501 a 2000 cm³                      | B20-2000 coupé                           | Luigi Valenzano/Umberto Castiglioni    |
| 14/15 giugno   | XX 24 Ore di Le Mans                | Valenzano/Castiglioni percorrono, nelle 24 ore, km 3342,420, alla media di km/h 139,267. Le due B20 ufficiali (iscritte dalla casa) ed affidate agli equipaggi Luigi Valenzano/"Ippocampo" (pseudonimo sotto cui si cela, da anni, Umberto Castiglioni) e Felice Bonetto/Enrico Anselmi, dominano la loro classe dall'inizio alla fine, mai seriamente impensierite dalle Frazer Nash con motore BMW da 2 litri che le fronteggiano. Nella classifica assoluta, le due B20 sono precedute soltanto dalle due Mercedes 300 SL da 3 litri, da una Nash-Healey da 4,1 litri, da una Cunningham da 5,4 litri e da una Ferrari da 4,1 litri, tutte macchine di ben altra cilindrata. |                    |                                                                 |                                          |                                        |
| 15 giugno      | IV Giro dell'Umbria                 | 9º posto | 1º posto           | Categoria Turismo, classe da 1101 a 2000 cm³                    | B21                                      | Umberto Maglioli                       |
| 15 giugno      | IV Giro dell'Umbria                 | Maglioli copre i km 383,000 del percorso in 3 ore 28'29” 4/5, alla media di km/h 110,217. Vittoria sicura dell'Aurelia in questa classe, che non vedeva al via le rivali Alfa Romeo 1900, costrette a migrare tra le Gran Turismo a seguito di discutibili decisioni della C.S.A.I. Malgrado le sue indiscusse doti di stradista, Maglioli segna un tempo che è peggiore di 4 minuti rispetto a quello realizzato da Piero Palmieri con la berlina Alfa Romeo 1900. Alla fine, comunque, Maglioli occupa una buona dodicesima posizione assoluta. Nella Categoria Gran Turismo, classe oltre 750 cm³, Giuseppe Mignini (su Lancia Aurelia B20-2000 coupé) copre i km 383,000 del percorso in 3 ore 25'26”, alla media di km/h 111,861. Per la prima volta, l'Aurelia B20 soccombe alla Fiat 8V (nell'occasione la Zagato di Capelli) ed è preceduta anche dall'Alfa Romeo 1900 berlina di Palmieri. Mignini, che tuttavia fa meglio delle B20 di Mantovani e di Scotti, si piazza al 9º posto assoluto. |                    |                                                                 |                                          |                                        |
| 21/22 giugno   | Coppa delle Alpi Austriache         | 1º posto | 1º posto           | Categoria Sport, classe da 1501 a 2000 cm³                      | B20-2000 coupé                           | Corrado Campeis                        |
| 21/22 giugno   | Coppa delle Alpi Austriache         | Campeis porta a termine il percorso di questa gara (disputata con la formula del “rallye”) di 1.060 km (in due tappe) con un numero di penalità indefinibile (dato N.D.). Il Campeis, dopo aver terminato la prima tappa al secondo posto dietro all'austriaco Schiller con la Bmw-Veritas, rimonta prodigiosamente nella seconda tappa e riesce ad aggiudicarsi la vittoria assoluta. Nella Categoria Turismo, classe da 1501 a 2000 cm³,: Ferri Cormons (su Lancia Aurelia B21) porta a termine il percorso di questa gara (disputata con la formula del “rallye”) di 1.060 km (in due tappe) con un numero di penalità indefinibile (dato N.D.). Ferri domina nettamente nella categoria Turismo. |                    |                                                                 |                                          |                                        |
| 22 giugno      | Circuito di Oporto                  | 9º posto | 4º posto           | Categoria Sport, classe da 1101 a 2000 cm³                      | B20-2000 coupé                           | Salvatore Ammendola                    |
| 22 giugno      | Circuito di Oporto                  | Ammendola percorre 44 giri del circuito di Porto (km 7,407 per giro, km 325,908 in tutto) in 2 ore 41'34” 78/100, alla media di km/h 121,020. Alla corsa, che è riservata alle vere e proprie vetture della categoria Sport (Ferrari da oltre 2 litri soprattutto), partecipano anche 3 Aurelia B20 (oltre ad Ammendola, erano in corsa anche Felice Bonetto ed Enrico Anselmi) nella classe fino a 2 litri. Nella classe 2 litri, la vittoria va alla Ferrari di Clemente Biondetti, davanti ad una Veritas, ad una seconda Ferrari ed alla B20 di Ammendola, che si piazza al 4º posto di classe, a 2 giri da Biondetti. (9º assoluto). Ritiratosi Anselmi per un incidente, l'altra Aurelia di Bonetto finisce al 6º posto di classe (12º assoluto) |                    |                                                                 |                                          |                                        |
| 29 giugno      | Targa Florio                        | 1º posto | 1º posto           | Categoria Sport, classe da 1101 a 2000 cm³                      | B20-2000 coupé                           | Felice Bonetto                         |
| 29 giugno      | Targa Florio                        | Bonetto percorre gli 8 giri del circuito delle Madonie (km 72,000 per giro, km 576,000 in tutto) in 7 ore 11'52”, alla media di km/h 80,024. Successo pieno della Lancia sulle strade siciliane: scesa in campo con tre B20 ufficiali, la Casa torinese torna a casa con tutte e tre le vetture al traguardo, in prima, seconda e terza posizione assoluta, precedendo dunque le agili 1100 Sport, la veloce Fiat 8V Zagato di Ovidio Capelli e le tre Ferrari superstiti. La vittoria della Lancia è stata seriamente minacciata dalla Osca Mt4 di 1350 cm³ di Cabianca che a due giri dal termine è al comando con un buon margine sul primo dei “lancisti”. Bonetto, poi, rimane senza benzina a poche centinaia di metri dal traguardo ed è costretto ad una fatica immane per spingere la macchina (aiutato a tratti dall'azione del motorino d'avviamento) sino alla fatidica linea bianca. Malgrado il gran tempo perduto, Bonetto riesce a spuntarla sulle altre Aurelia: Luigi Valenzano è staccato di quasi 3 minuti, Enrico Anselmi addirittura di quasi un quarto d'ora. |                    |                                                                 |                                          |                                        |
| 13 luglio      | VI Coppa d'Oro delle Dolomiti       | 4º posto | 1º posto           | Categoria Gran Turismo, classe da 1101 a 2000 cm³               | B20-2000 coupé                           | Salvatore Ammendola                    |
| 13 luglio      | VI Coppa d'Oro delle Dolomiti       | Ammendola copre i km 302,850 del percorso in 3 ore34'58” 1/5 alla media di km/h 84,528. Ennesima ottima prova delle Aurelia che fanno man bassa della classifica piazzandosi al 1º, 2º, 3º, 4º, 5º, 9º e 10º posto. Anche nella graduatoria assoluta le Lancia si fanno onore, anche se Salvatore Ammendola deve inchinarsi dinanzi alla maggiore potenza delle Ferrari da 2,7 litri e da 4,1 litri (vincitrice con Paolo Marzotto l'una e seconda con Giannino Marzotto l'altra) e dell'agilità della Osca 1100 di Giulio Cabianca. Le altre Aurelia si piazzano comunque nelle prime posizioni di classifica (6º è Umberto Castiglioni, 8º Umberto Maglioli, 9º Enrico Anselmi, 13º Giancarlo Scotti, 23º Mario Giobellina e 24º Michelangelo Leonardi). |                    |                                                                 |                                          |                                        |
| 11/17 luglio   | XV Rallye Internazionale delle Alpi | 7º posto | 2º posto           | Categoria Unica Turismo/Gran Turismo, classe da 1501 a 2000 cm³ | B20-2000 coupé                           | Ferdinando Gatta/Jacques Ickx          |
| 11/17 luglio   | XV Rallye Internazionale delle Alpi | Gatta e Ickx portano a termine il percorso di questa gara (disputata con la formula del “rallye”) di 3.290 km (in cinque tappe) con un numero di penalità indefinibile (dato N.D.). Buona prova dell'equipaggio che contende sino all'ultimo la vittoria di classe alla BMW di Kalkenhausen. Massacrante nell'insieme il rallye, che vede giungere al traguardo 27 equipaggi degli 88 presentatisi al via. Gatta/Ickx si piazzano al 7º posto assoluto. |                    |                                                                 |                                          |                                        |
| 3 agosto       | IV Giro delle Calabrie              | 2º posto | 1º posto           | Categoria Gran Turismo, classe da 1501 a 2000 cm³               | B20-2000 coupé                           | Sergio Mantovani/Luciano Mantovani     |
| 3 agosto       | IV Giro delle Calabrie              | Mantovani/Mantovani coprono il percorso di km 723,000 in 8 ore27'04” alla media di km/h 85,550. Grande affermazione dell'Aurelia e grande prestazione di Sergio Mantovani, che distanza il pur bravo compagno di marca Luigi Bellucci di quasi mezz'ora. Stupefacente il secondo posto assoluto conquistato da Mantovani, alle spalle della Ferrari da 2,7 litri di Paolo Marzotto. |                    |                                                                 |                                          |                                        |
| 15 agosto      | 12 Ore di Pescara                   | 8º posto | 2º posto           | Categoria Gran Turismo, classe oltre 1500 cm³                   | B20-2000 coupé                           | Sergio Mantovani/Trivelli              |
| 15 agosto      | 12 Ore di Pescara                   | Mantovani/Trivelli percorrono, nelle dodici ore, km 1331,571, alla media di km/h 110,964. In questa occasione le Aurelia B20 non brillano eccessivamente e anche la migliore, quella di Mantovani/Trivelli, viene battuta, nella categoria Gran Turismo, dalla Fiat 8V Zagato di Ovidio e Diego Capelli (zio e nipote). Nella graduatoria assoluta, l'Aurelia occupa l'ottavo posto, preceduta da 4 Ferrari, 2 Osca e dalla Fiat 8V Zagato. |                    |                                                                 |                                          |                                        |
| 13\|18 agosto  | Liége-Roma-Liége                    | 6º posto | 1º posto           | Categoria Unica, classe da 1501 a 3000 cm³                      | B20-2000 coupé                           | Mario Damonte/Erardo Matuella          |
| 13\|18 agosto  | Liége-Roma-Liége                    | Damonte/Matuella coprono i km 5168 del percorso totalizzando 3462 punti di penalizzazione, aggiudicandosi la classe 3 litri e piazzandosi al 6º posto nella graduatoria assoluta. Costrette al ritiro le due Aurelia “ufficiali” (una per una indisposizione del pilota, l'altra per un guasto al motore forse provocato dalla pessima qualità del carburante), i colori della Lancia sono stati difesi dai gentlemen privati, che sono riusciti a condurre le altre Aurelia 2 litri al 3º, 4º e 6º posto di classe. Per la cronaca, bella la prova della Alfa Romeo 1900 berlina dei coniugi Cestelli, piazzatisi al secondo posto di classe dietro l'Aurelia di Damonte/Matuella e all'8º posto assoluto. |                    |                                                                 |                                          |                                        |
| 23/24 agosto   | Ia 10 ore notturna di Messina       | 10º posto | 5º posto           | Categoria Gran Turismo, classe oltre 1500 cm³                   | B21                                      | Cesare Zuffi/Tinti                     |
| 23/24 agosto   | Ia 10 ore notturna di Messina       | Zuffi/Tinti percorrono nelle 10 ore km 855,650 alla media di km/h 85,565. Cesare Zuffi, che si cela come sempre sotto lo pseudonimo di E.S.P.E.S., partecipa “da privato” (la Lancia ha sospeso la partecipazione diretta ufficiale alle gare della categoria Turismo) e compie una gara regolare ma non entusiasmante, finendo al 5º posto di classe, dietro a 4 Alfa Romeo 1900, Nella graduatoria assoluta la posizione ottenuta è la decima su ventitré classificati. |                    |                                                                 |                                          |                                        |
| 28/31 agosto   | VI Stella Alpina                    | 2º posto | 1º posto           | Categoria Gran Turismo, classe oltre 1500 cm³                   | B21                                      | Quadrio Curzio Pericle                 |
| 28/31 agosto   | VI Stella Alpina                    | Quadrio copre il percorso (il dato preciso relativo al chilometraggio non è disponibile, comunque è dell'ordine dei 130–135 km) in 1 ora56'54” (media non disponibile). Nell'accanita lotta che vede la sfida tra le molte Aurelia B21 e alcune Alfa Romeo 1900, ha la meglio Quadrio Curzio (B21) che precede nell'ordine - vicinissimi tra loro – la B21 di luglio, l'Alfa di Croce, le Aurelia di Bolla, Paon, Beccucci, Caramelli. Più staccate, l'Aurelia di Lisi e le Alfa di Della Beffa e Cornaggia Medici. Nella graduatoria assoluta, Quadrio Curzio- che naturalmente segna il miglior tempo della categoria Turismo - riesce ad inserirsi al 7º posto, dietro 6 Gran Turismo. Nella Categoria Gran Turismo, classe da1501a 2000 cm³ Fausto Rodenghi (Lancia Aurelia B20-2000 coupé) copre il percorso in 1 ora 52'19” 2/5 (media non disponibile). Nonostante l'assenza della squadra Lancia ufficiale, le Aurelia di Fausto Rodenghi, Ugo Mondini, Sergio Mantovani, Franco Simontacchi, Franco Bordoni e Vittorio Benzi imperversano nella categoria Gran Turismo, anche se alla fine la vittoria va all'unica Fiat 8V Zagato in gara, condotta dall'esperto Ovidio Capelli, che si aggiudica anche la vittoria assoluta, sia pure con un margine di appena 7” (su 2 ore di corsa) sull'Aurelia di Rodenghi. |                    |                                                                 |                                          |                                        |
| 19/23 novembre | III Carrera Panamericana            | 4º posto | 4º posto           | Categoria Sport, classe unica                                   | B20-2000 coupé, speciale con compressore | Umberto Maglioli/Franco Bornigia       |
| 19/23 novembre | III Carrera Panamericana            | Maglioli/Bornigia coprono il percorso di km 3113,000 (8 tappe) in 20 ore11'20” alla media di km/h 154,193. La Lancia prepara per la corsa tre coupé B20 da 2 litri il cui motore viene equipaggiato con un compressore tipo Roots, che incrementa la potenza di un buon 30-40% (portandola attorno a 150 HP) e che permette di raggiungere una velocità massima di 215 km/h. Si tratta di una partecipazione semi-ufficiale, nel senso che la casa torinese si limita a mettere a disposizione dei piloti (spedendole dall'Italia) le vetture ed una piccola squadra di meccanici. Delle tre B20, due si ritirano sin dalla prima tappa: quella di Giulio Cabianca per la bruciatura della guarnizione della testata, l'altra di Felice Bonetto per un'uscita di strada. In corsa rimane solo Umberto Maglioli che compie prodezze per non perdere troppo terreno dalle potenti Ferrari e Mercedes di maggior cilindrata. I piazzamenti ottenuti da Maglioli nelle otto tappe sono comunque lusinghieri un terzo, due quarti, un quinto, un sesto, un ottavo e due noni posti. Alla fine, dopo oltre 3.000 km, la posizione (per somma di tempi) di Maglioli è la quarta, dietro alle due Mercedes 300 SL (3 litri) di Karl Kling e di Hermann Lang ed alla Ferrari 4,1 litri di Luigi Chinetti, ma davanti a 3 Ferrari (una 4,1 litri e due 2,5 litri), una Porsche, l'Aurelia B20 “privata” di Ortiz e una Jaguar XK120. |                    |                                                                 |                                          |                                        |

### 1953
| Nazione Data        | Manifestazione                 | Risultato ass. | Risultato classe   | Categoria                                            | Tipo Aurelia       | Piloti                             |
| Nazione Data        | Manifestazione                 | Descrizione evento | Descrizione evento | Descrizione evento                                   | Descrizione evento | Descrizione evento                 |
| ------------------- | ------------------------------ | --- | ------------------ | ---------------------------------------------------- | ------------------ | ---------------------------------- |
| 20/27 gennaio       | XXIII Rally di Monte Carlo     | 7º posto | 6º posto           | Categoria Turismo, Classe oltre 1500 cm³             | B 21 berlina       | Emilio Christillin/Sandro Fiorio   |
| 20/27 gennaio       | XXIII Rally di Monte Carlo     | Christillin E Fiorio portano a termine gli oltre 3.300 chilometri del percorso con zero penalità (5 penalità dopo le prove complementari). Buona prova d'assieme delle numerose (7 in totale) Aurelia berlina che, in un Rallye di Montecarlo per la verità non troppo “duro”, arrivano tutte a Montecarlo senza penalizzazioni: dopo una prova selettiva di accelerazione e frenata, 3 di queste 7 Aurelia vengono ammesse alla prova finale di regolarità veloce (Colle del Braus) ed alla fine si piazzano al 6º, 9º e 16º posto di classe (7º, 10º e 18º nella graduatoria assoluta) |                    |                                                      |                    |                                    |
| 26 febbraio/2 marzo | IV Rallye del Sestriere        | 3º posto | 1º posto           | Categoria Turismo, Classe 1501–2000 cm³              | B22 berlina        | Stefano Marsaglia/Mario Damonte    |
| 26 febbraio/2 marzo | IV Rallye del Sestriere        | Marsaglia e Damonte portano a termine gli oltre 2.800 chilometri del percorso totalizzando 580,5 punti. Debutto vincente delle nuove potenti B22 (la migliore è prima di classe e terza assoluta) che alla fine occupano i primi 5 posti di classe, imponendosi sulle sempre temibili Alfa Romeo 1900, anche nella prova di velocità in salita sul Colle di Nava, dove Christillin/Fiorio, Marsaglia/Damonte e Gatta/De Martino spiccano i tre migliori tempi di classe, davanti all'Alfa di Cestelli Guidi Guido (e signora). Nella Categoria Sport Commerciale, Classe Unica Piero Valenzano e Renato Sposetti (su Aurelia B20-2000 coupé) portano a termine il percorso totalizzando 568 punti e piazzandosi al 4º posto nella graduatoria assoluta. Anche nella categoria Sport Commerciale, dominano le Aurelia: dietro a quella di Valenzano/Sposetti, si piazzano infatti altre due B20 (Pignatelli/Sonnino e Luigi Valenzano/Paltrinieri) davanti alla Porsche 1500 di Polensky/Martinengo. Le B20 prevalgono anche nella prova di velocità in salita lungo il Colle di Nava, dove Umberto Maglioli realizza il miglior tempo assoluto. |                    |                                                      |                    |                                    |
| 12 aprile           | XIII Giro di Sicilia           | 2º posto | 1º posto           | Categoria Gran Turismo, Classe oltre 2000 cm³        | B20-2500 coupé     | Luigi Valenzano/S. Ramella         |
| 12 aprile           | XIII Giro di Sicilia           | Scotti e Pierattelli coprono i km 1080,000 del percorso in 12 ore46'04” alla media di km/h 84,587. Finiti nella categoria Sport probabilmente perché la loro B20 presentava modifiche/elaborazioni non consentite dal regolamento della categoria Gran Turismo, Scotti/Pierattelli (secondo alcuni il cognome sarebbe Pieralreni) si piazzano al 4º posto di classe dietro a 2 Ferrari e ad una Fiat 8V, con una prestazione non eccezionale, che li classificherà al 31º posto della graduatoria assoluta. Nella Categoria Gran Turismo, Classe 1101–2000 cm³ Giovanni Pignatelli/Mario Colabattisti (su Lancia Aurelia B20-2000 coupé) coprono il percorso in 12 ore 25'13” alla media di km/h 86,954. Pignatelli/Colabattisti devono cedere alla Ferrari di Serano/Frigerio E., che si aggiudica la classe con un margine di oltre un quarto d'ora sull'equipaggio dell'Aurelia. Alle spalle della B20, due Alfa Romeo 1900 (probabilmente del tipo coupé Sprint) ed un'altra Aurelia. La corsa di Pignatelli/Colabattisti appare un poco opaca, vista anche la posizione ottenuta nella classifica generale: un anonimo 24º posto. Nella Categoria Turismo, Classe 1501–2000 cm³ Roberto Piodi/P. Paltrinieri P. (su Lancia Aurelia B22 berlina) coprono il percorso in 11 ore 32'28” 1/5 alla media di km/h 93,578. Ottima prova delle numerose berline B22 che si vedono di fronte le nuove Alfa Romeo 1900 T.I. munite del motore da 100 HP della coupé Sprint che debuttano (vittoriosamente) in questa occasione. Grazie all'abilità di Piodi, la prima delle B22 riesce a contenere il distacco dall'Alfa Romeo 1900 TI vittoriosa con Piero Carini in appena 5 minuti dopo quasi 12 ore di corsa. Dietro alla B22 di Piodi, troviamo altre due Alfa Romeo, indi una serie alternata di Lancia e di Alfa, tutte con tempi vicinissimi. Comunque, Piodi/Paltrinieri ottengono un brillante 4º posto assoluto, alle spalle della Ferrari 340 di 4,1 litri di Luigi Villoresi/Pasquale Cassani, della Lancia Aurelia GT 2500 di Luigi Valenzano/S. Ramella e dell'Alfa Romeo 1900 TI di Piero Carini/Arciso Artesani. Non si può evitare di ricordare che la Lancia impugnerà la classifica e sporgerà reclamo contro l'ammissione alla gara delle nuove TI dell'Alfa Romeo, incolpando la C.S.A.I. (Commissione Sportiva Automobilistica Italiana) di aver omologato questa vettura malgrado parecchie lacune nella documentazione prodotta dalla Casa milanese. La classifica del Giro di Sicilia non subirà mutamenti, tuttavia la diatriba Lancia-Alfa Romeo-C.S.A.I. si protrarrà alcuni mesi ed avrà quale conseguenza pratica l'astensione della Lancia dalle corse della categoria Turismo. Nella Categoria Gran Turismo, Classe oltre 2000 cm³ Luigi Valenzano/S. Ramella (su Lancia Aurelia B20-2500 coupé) coprono il percorso in 11 ore 13'19” alla media di km/h 96,240. Debutto alla grande per la nuova coupé Gran Turismo B20 da 2,5 litri che si aggiudica la sua classe (sin qui nulla di eccezionale, non avendo rivali) e soprattutto che si piazza al secondo posto assoluto, a poco più di 10 minuti dalla Ferrari 340 di 4,1 litri del campione Luigi Villoresi. |                    |                                                      |                    |                                    |
| 25/26 aprile        | XX Mille Miglia                | 7º posto | 6º posto           | Categoria Turismo, Classe 1301–2000 cm³              | B22 berlina        | Vincenzo e T. Antolini Ossi        |
| 25/26 aprile        | XX Mille Miglia                | Antolini Ossi Vincenzo e T. coprono i km 1512,000 del percorso in 13 ore 00'35” alla media di km/h 116,220. In questa occasione, assente la squadra Lancia, le berline Aurelia dei “privati” subiscono una sonora batosta dalle Alfa Romeo 1900 TI assistite dalla Casa: la migliore B22 è solo 11.esima, a quasi mezz'ora dalla prima delle Alfa TI, quella di Luciano Paglaiai/VascoParducci. Nella classifica assoluta, l'Aurelia dei conti Antolini Ossi è 38º. Nella Categoria Sport, Classe 1101–2000 cm³ Giancarlo Scotti/Gianfranco Pierattelli (su Lancia Aurelia B20-2000 coupé) coprono il percorso in 13 ore 04'40” alla media di km/h 115,615. Scialba prestazione dell B20-2 litri, surclassate dalle “vere” sport Maserati, Ferrari e Gordini ma anche dalle coupé Fiat 8V e da una Porsche 356/1500. Nella graduatoria assoluta, Scotti/Pierattelli sono appena 40º. Nella Categoria Sport, Classe oltre 2000 cm³ Enrico Anselmi/Luigi maggio (su Lancia Aurelia B20-2500 coupé) coprono il percorso in 11 ore 41'07” alla media di km/h 129,393. A differenza di quanto accaduto per le Aurelia “2 litri” ormai abbandonate dalla Casa madre, le 2 litri e mezzo “ufficiali” tengono alto, assieme alle nuove berlinette D20 da 3 litri, il nome della Lancia. La migliore delle B20-2500 è sesta in questa massima classe (dietro a due Ferrari da 4,1 litri, a un'Alfa Romeo 6CM da 3 litri, da una Lancia D20 da 3 litri e da una Aston Martin da 3 litri). Nella graduatoria assoluta, il posto occupato è il settimo, perché anche l'agile Maserati A6GCS53 di Emilio Giletti e Guarino Bertocchi riesce a precedere l'Aurelia (anche se di appena 2 minuti). Per la cronaca, le altre B20-2500 in gara – ritiratasi quella di Luigi Valenzano/Margutti -si piazzano al 9º e all'11º posto di classe (11º e 21º della classifica assoluta) rispettivamente con Roberto Piodi/B.Militello e Vittorio Marzotto/Gino Bronzoni |                    |                                                      |                    |                                    |
| 14 maggio           | XXXVII Targa Florio            | 4º posto | 4º posto           | Categoria Sport, Classe Unica                        | B20-2500 coupé     | Luigi Valenzano                    |
| 14 maggio           | XXXVII Targa Florio            | Valenzano copre i km. 576,000 del percorso (8 giri da 72 km cadauno) in 7 ore 18'47” 2/5 alla media di km/h 78,762. Nuova prova eccellente delle B20-2500: delle quattro che sono in corsa, due sono costrette al ritiro, ma le altre due terminano in ottima posizione: Valenzano è 4º e Mario Bornigia è 7º. In gara è anche una B20-2000 (pilotata da Francesco Toia) che però termina, attardata, in 18ª posizione (su 21 classificati) |                    |                                                      |                    |                                    |
| 31 maggio           | V Coppa della Toscana          | 1º posto | 1º posto           | Categoria Turismo, Classe oltre 1500 cm³             | B22 berlina        | Otello Biagiotti                   |
| 31 maggio           | V Coppa della Toscana          | Biagiotti copre i km 635,000 del percorso in 5 ore 49'36” alla media di km/h 108,981. Malgrado la Lancia non appoggi più in alcun modo la partecipazione alle corse delle berline, Otello Biagiotti con la sua B22 tiene il ritmo delle migliori Alfa Romeo 1900 TI, cedendo però qualcosa nel finale e finendo per risultare distaccato dal vincitore di classe (l'ottimo Piero Carini) di circa un quarto d'ora. Nella graduatoria assoluta, Biagiotti è diciassettesimo. Nella Categoria Gran Turismo, Classe da 1501 a 2000 cm³ Giovanni Pignatelli/Bibbi (su Lancia Aurelia B20-2000 coupé) giungono secondi e che coprono il percorso in 5 ore 54'58” alla media di km/h 107,334. Anche se in assoluto la prestazione di Pignatelli/Bibbi non può essere definita eccezionale, l'equipaggio riesce a mettersi alle spalle, oltre alle altre numerose B20, le temibili Fiat 8V ed un'Alfa Romeo: soltanto la 1900 TI degli esperti e bravi Luigi Bellucci/Vittorio Colocci fa meglio e stacca la B20 di una decina di minuti. Pignatelli/Bibbi si piazzano al 18º posto assoluto. Nella Categoria Gran Turismo, Classe oltre 2000 cm³ Clemente Biondetti/Gino Bronzoni (su Lancia Aurelia B20-2500 coupé) vincono la gara e coprono il percorso in 5 ore 23'48” alla media di km/h 117,665. Le Aurelia 2500 Gran Turismo, preparate dalla Casa, fanno man bassa di questa corsa, favorite in parte anche dalle condizioni del fondo stradale, bagnato dalla pioggia. Tolte di scena quelle di Mario Alborghetti (incidente) e di Carlo Croce, le altre tre “2 litri e mezzo” ufficiali, si accaparrano con apparente facilità i primi tre posti della graduatoria assoluta.e precedendo la Gordini di Franco Bordoni, le Ferrari e le insidiose Alfa Romeo 1900 TI |                    |                                                      |                    |                                    |
| 28 giugno           | V Giro dell'Umbria             | 2º posto | 1º posto           | Categoria Turismo, Classe 1501–2000 cm³              | B21 berlina        | Franco Ribaldi/C. Matteucci        |
| 28 giugno           | V Giro dell'Umbria             | Ribaldi/Matteucci coprono i km 383,000 del percorso in 3 ore 31'29” 2/5 alla media di km/h 108,657; bella lotta con l'Alfa Romeo 1900 di Piero Carini/Arciso Artesani, che alla fine hanno la meglio e registrano un tempo inferiore di quattro minuti a quello della B21 di Ribaldi. Un'altra B21 è quarta, a precedere l'ennesima Alfa 1900. Nella graduatoria assoluta, Ribaldi/Matteucci sono 25º. Nella Categoria Gran Turismo, Classe 1101–2000 cm³ Germano Nataloni e Brunelli (su Lancia Aurelia B22 berlina) coprono il percorso in 3 ore 19'21” alla media di km/h 115,274; nonostante una bella corsa, Nataloni non riesce a tener testa alle migliori Alfa Romeo, due delle quali lo precedono al traguardo. La B22 di Nataloni/Brunelli riesce comunque ad avere la meglio sulla Fiat 8V di Leto di Priolo/Maioli, oltreché su un nugolo di Alfa 1900 e su alcune altre Aurelia B22 e B20. Nella Categoria Gran Turismo, Classe oltre 2000 cm³ Roberto Piodi/Alessandro Veglio (su Lancia Aurelia B20-2500 coupé) ottengono la vittoria di classe e coprono il percorso in 3 ore 06'04” 2/5 alla media di km/h 123,499; lo squadrone delle Lancia Aurelia 2500 si fa onore, occupando tre delle prime 6 posizioni della graduatoria assoluta: Piodi/Veglio sono secondi (a poco più di 1 minuto dalla Maserati 2 litri barchetta di Luigi Musso/Giancarlo Favero), Luigi "Gino" Valenzano/Luigi maggio sono terzi, Clemente Biondetti/Gino Bronzoni sesti. |                    |                                                      |                    |                                    |
| 16 luglio           | VII Coppa d'Oro delle Dolomiti | 6º posto | 1º posto           | Categoria Gran Turismo, Classe 1101–2000 cm³         | B20-2000 coupé     | Piero Siena                        |
| 16 luglio           | VII Coppa d'Oro delle Dolomiti | Siena copre i km 303,800 del percorso in 3 ore 51'06” 3/5 alla media di km/h 78,871; senza infamia e senza lode questo 4º posto di classe (dietro a 2 Alfa Romeo 1900 TI ed una Ferrari 166-2 litri), che consente comunque a Piero Siena di prevalere, nella sua classe, su altre quattro vetture (2 Aurelia e 2 Alfa Romeo) e di posizionarsi al 22º posto assoluto (su 41 classificati). Nella Categoria Gran Turismo, Classe oltre 2000 cm³ Umberto Marzotto (su Lancia Aurelia B20-2500 coupé) ottiene la vittoria di classe e copre il percorso in 3 ore 29'17” 1/5 alla media di km/h 87,095; le quattro B20-2500 di punta (Ammendola, Anselmi, Marzotto e Piodi) si comportano egregiamente e, tolto di gara Piodi, le tre che rimangono in gara si classificano al 6º, 7º ed 8º posto assoluto (nell'ordine: Umberto Marzotto, Enrico Anselmi e Salvatore Ammendola) alle spalle di quattro macchine sport da tre litri (3 Ferrari ed 1 Lancia D23) e all'OSCA 1350 di Giulio Cabianca. |                    |                                                      |                    |                                    |
| 10/16 luglio        | XVI Rallye des Alpes           | 8º posto | 1º posto           | Categoria Turismo/Gran Turismo, Classe 2001–2600 cm³ | B20-2500 coupé     | Ferdinando Gatta/Cottino           |
| 10/16 luglio        | XVI Rallye des Alpes           | Gatta/Cottino (Lancia Aurelia B20-2500 coupé) portano a termine i 3168 km del percorso conquistando un punteggio pari a 470,471; nella classe 2001-2600, le tre Aurelia che prendono il via concludono brillantemente la prova conquistando i primi tre posti, davanti a quattro Sunbeam-Talbot; nella classifica assoluta, le 3 Aurelia si piazzano all'8º posto (Ferdinando Gatta/Cottino), al 9º posto (Giovanni Lurani/Vittorio Di Sanbuy) ed al 13º posto (Salvador Fabrégas/Apeztegnia). |                    |                                                      |                    |                                    |
| 25/26 luglio        | IIa 10 Ore notturna di Messina | 3º posto | 1º posto           | Categoria Turismo, Classe fino a 2000 cm³            | B21 berlina        | Giuseppe Faranda/Ignazia Consiglio |
| 25/26 luglio        | IIa 10 Ore notturna di Messina | Faranda/Consiglio percorrono nelle 10 ore km 868,132, alla media di km/h 86,813; buona prestazione di questa B21, che però cede la vittoria di classe all'Alfa Romeo 1900 di Mario Sannino/Ruggeri, che nelle 10 ore percorrono quasi 19 km in più. Faranda/Consiglio sono 17º assoluti. Categoria Sport Commerciale, Classe oltre 2000 cm³; Antonio Pucci/Giuseppe De Sarzana (su Lancia Aurelia B20-2500 coupé) percorrono nelle 10 ore km 1056,326, alla media di km/h 105,632; eliminata da un'uscita di strada la B20 di Luigi Bordonaro/Alfredo Fondi, la sola Aurelia “2 litri e mezzo” rimasta in lizza nulla può contro lo strapotere della Ferrari 3 litri berlinetta di Eugenio Castellotti/Musitelli ma tenta di contendere la posizione d'onore alla Ferrari 3 litri di Giovanni Bracco/Franco Cornacchia, anche se alla fine deve accontentarsi di un non certo disprezzabile terzo posto assoluto. |                    |                                                      |                    |                                    |
| 2 agosto            | V Giro delle Calabrie          | 1º posto | 1º posto           | Categoria Turismo, Classe 1501–2000 cm³              | B21 berlina        | Giuseppe Musso/ Giuseppe Favero    |
| 2 agosto            | V Giro delle Calabrie          | Musso/Favero coprono i km 723,000 del percorso in 10 ore 03'14” alla media di km/h 71,912; gara senza gloria di questo equipaggio, che, probabilmente afflitto da qualche problema meccanico o da un'uscita di strada, giunge al traguardo fortemente attardato (a quasi 50 minuti dal vincitore della classe). Nella Categoria Gran Turismo, Classe 1101–2000 cm³ Alfredo Colucci/D'Ippolito (su Lancia Aurelia B20-2000 coupé) ottengono il primo posto e coprono il percorso in 8 ore 41'22” 9/10 alla media di km/h 83,202; buona prova di questa B20, che vince la classe precedendo le temibili Alfa Romeo e che si piazza al 7º posto assoluto dietro a macchine dalle prestazioni ben superiori quali 4 sorelle maggiori B20-2500, una barchetta Maserati 2 litri ed una Ferrari 2 litri. Nella Categoria Gran Turismo, Classe oltre 2000 cm³ Pietro Palmieri/Luigi Maggio (su Lancia Aurelia B20-2500 coupé) vincono e coprono il percorso in 8 ore 01'44"2/10 alla media di km/h 90,049; dominio assoluto delle Aurelia B20-2500, che si impadroniscono della corsa e finiscono al 1°,2°,3º e 5º posto assoluto con Pietro Palmieri/Luigi Maggio, Roberto Piodi/Viglio, Enrico Anselmi/Gino Bronzoni e Plinio Bona/E.Barovero. La sola “intrusione” è rappresentata dalla barchetta Maserati 2 litri di Luigi Musso/Fiori, che riesce ad inserirsi al 4º posto. |                    |                                                      |                    |                                    |
| 15 agosto           | 12 Ore di Pescara              | 5º posto | 1º posto           | Categoria Gran Turismo, Classe Unica                 | N.D.               | Vittorio Colocci/Giuseppe Musso    |
| 15 agosto           | 12 Ore di Pescara              | Colocci/Musso percorrono, nelle 12 ore, km 1310,109 alla media di km/h 109,175; l'equipaggio Colocci/Musso (secondo alcune fonti il coéquipier di Colocci era Gioacchino Vari e non Giuseppe Musso) vince – per la verità dopo il ritiro dei maggiori antagonisti – davanti all'Alfa Romeo degli sfortunati Zafferri/Della Favera, attardata da una lunga sosta ai box.. Alla fine, comunque, questa Aurelia – di modello imprecisato ma quasi certamente con 2 litri di cilindrata – riesce ad occupare il quinto posto assoluto, dopo 2 Ferrari, 1 Maserati ed 1 Osca. |                    |                                                      |                    |                                    |
| 19/23 agosto        | Liège-Roma-Liège               | 1º posto | 1º posto           | Categoria Turismo/Gran Turismo, Classe 1301–2000 cm³ | B20-2000 coupé     | Barozzi/Colombo                    |
| 19/23 agosto        | Liège-Roma-Liège               | Barozzi/Colombo portano a termine i circa 5.200 km del percorso con una penalità di 57'02”; La “2 litri” di Barozzi/Colombo è seconda di classe dietro la Ferrari di Herzet/Bianchi e davanti ad un'Alfa Romeo 1900, una Peugeot ed una Porsche. Nella classifica assoluta, Barozzi/Colombo sono settimi, preceduti dalla bellezza di quattro Aurelia 2500, oltreché da una Jaguar XK120 e dalla Ferrari di Herzet/Bianchi. Nella Categoria Turismo/Gran Turismo, Classe oltre 2000 cm³ Johnny Claes/Trasenster (su Lancia Aurelia B20-2500 coupé) portano a termine il percorso con una penalità di 16'47”; ennesima magnifica impresa delle Aurelia Gran Turismo 2500, che, oltre alla vittoria assoluta, ottengono anche il 4º, il 5º ed il 6º posto, con gli equipaggi composti da Emilio Christillin/Sandro Fiorio, Ferdinando Gatta/Stefano Marsaglia, Franco Caramelli/Turbiglio. A rovinare la festa delle Aurelia – se così si può dire – una Jaguar XK120 da 3,4 litri ed una Ferrari 2 litri (rispettivamente seconda e terza). |                    |                                                      |                    |                                    |
| 27/30 agosto        | VII Stella Alpina              | 1º posto | 1º posto           | Categoria Turismo, Classe 1501–2000 cm³              | B21 berlina        | Giuseppe Musso                     |
| 27/30 agosto        | VII Stella Alpina              | Musso copre il percorso (la gara si svolge su di un percorso di oltre 1.000 chilometri, una parte dei quali cronometrati come prove di velocità: il dato preciso relativo al chilometraggio di questi tratti di velocità non è disponibile, comunque è dell'ordine dei 140 km) in 2 ore 04'45” 3/5. Bell'affermazione delle B21 che in questa occasione vincono la loro classe piazzandosi ai primi due posti (dietro a quella di Giuseppe Musso, troviamo la B21 di Armando Zampiero) precedendo le due Alfa Romeo 1900 di Giovanni Maria Cornaggia Medici e di Aurelio Schon, rimaste a difendere i colori della Casa milanese dopo l'uscita di scena di Mario Della Favera, la cui 1900 era in grado di giocarsi la vittoria di classe con l'Aurelia di Giuseppe Musso. Nell'assoluto, Musso è 17º assoluto. Nella Categoria Gran Turismo, Classe 1101–2000 cm³ Adolfo Finzi (su Lancia Aurelia B20-2000 coupé) copre il percorso in 2 ore12'17” 4/5. Prova piuttosto incolore di questa B20, surclassata da un nugolo di Alfa Romeo 1900 dei tipi Sprint e TI, che non va oltre un modesto 11º posto di classe e 28º posto assoluto. Nella Categoria Gran Turismo, Classe oltre 2000 cm³ Salvatore Ammendola (su Lancia Aurelia B20-2500 coupé) copre il percorso in 1 ora 52'36” 1/5. Dominio assoluto delle B20-2500 “ufficiali”: Salvatore Ammendola vince la corsa, Enrico Anselmi è secondo, Piero Valenzano terzo, Plinio Bona quarto. Le B20-2500 “private” di Ugo Mondini e di Ettore Contini sono tredicesima e quattordicesima. Le più pericolose avversarie delle B20 sono state la Ferrari 3 litri di Franco Cornacchia e le Alfa Romeo 1900 Sprint e TI, che tuttavia mai hanno impensierito seriamente le Aurelia. |                    |                                                      |                    |                                    |
| 2/4 novembre        | Rallye del Marocco             | 5º posto | 1º posto           | Categoria Turismo/Gran Turismo, Classe 2000 cm³      | 2000               | Dominici/Tony                      |
| 2/4 novembre        | Rallye del Marocco             | Dominici/Tony portano a termine i 2.672 km del percorso con zero penalità; il modello di Aurelia dell'equipaggio Dominici/Tony non è accertabile (il dato certo è che la cilindrata della vettura era di 1991 cm³, per cui potrebbe trattarsi di una B20 oppure di una B21 o anche di una B22) |                    |                                                      |                    |                                    |

### 1954
| Nazione Data           | Manifestazione                  | Risultato ass. | Risultato classe   | Categoria                                               | Tipo Aurelia       | Piloti                            |
| Nazione Data           | Manifestazione                  | Descrizione evento | Descrizione evento | Descrizione evento                                      | Descrizione evento | Descrizione evento                |
| ---------------------- | ------------------------------- | --- | ------------------ | ------------------------------------------------------- | ------------------ | --------------------------------- |
| 18/25 gennaio          | XXIV Rally di Monte Carlo       | 1º posto | 1º posto           | Categoria Turismo/Sport di serie, Classe oltre 1500 cm³ | B 20-2500 coupé    | Louis Chiron/Ciro Basadonna       |
| 18/25 gennaio          | XXIV Rally di Monte Carlo       | Chiron/Basadonna portano a termine gli oltre 3.300 chilometri del percorso con 204,728 penalità. Al famoso rallye monegasco, che vale anche quale prima prova 1954 del Campionato Europeo Rallyes (impropriamente definito come “Campionato Europeo Turismo”), è in gara una sola Aurelia da 2,5 litri assistita dalla Casa torinese. Dopo una serrata lotta con la mastodontica Jaguar berlina Mark VII da 3,4 litri di Adams-Titterington, con la Peugeot 203 di David-Barbier e con le piccole 750 Panhard e Renault avvantaggiate dalla formula di gara, la vittoria va all'equipaggio Lancia, in virtù della bontà della macchina e del “manico” del vecchio campione francese Chiron. Unico neo, un reclamo sporto da un altro concorrente (per la cronaca, Georges Houel su Alfa Romeo 1900 T.I. berlina) per presunta irregolarità dell'Aurelia, rea di montare il più recente motore da 2,5 litri su una scocca della vecchia B20-2000 seconda serie. Si dice addirittura che il reclamo sia stato “ispirato” dall'Alfa Romeo, per ostilità nei confronti della Lancia. Ma il reclamo viene respinto perché la vettura risulta rispondere a tutti i requisiti previsti dal regolamento di gara e la vittoria è assegnata definitivamente a Chiron-Basadonna. |                    |                                                         |                    |                                   |
| 21/25 febbraio         | V Rallye del Sestrière          | 1º posto | 1º posto           | Categoria Turismo, Classe da1301 a 2000 cm³             | B 22 berlina       | Gino Munaron/Lucio Finucci        |
| 21/25 febbraio         | V Rallye del Sestrière          | Munaron/Finucci portano a termine i 2.804 km della prova con 35,4 punti di penalizzazione. In questo rallye appaiono un po' in ombra le Alfa Romeo 1900, che lasciano la lotta per la vittoria nelle mani di tre agguerriti Lancisti, tutti al volante della berlina più potente, la B22. Alla fine, un po' a sorpresa, la spunta l'equipaggio Munaron/Finucci, che ha la meglio sui rivali Emilio Giletti/Cinti e Stefano Marsaglia/Vittorio Mazzonis. La B22 di Munaron/Finucci si piazza al 5º posto assoluto. Nella Categoria Gran Turismo, Classe da1301 a 2000 cm³ Guido Brignone/Guido Meregalli (su Lancia Aurelia B 20-2000 coupé) vincono e portano a termine la prova con 12,9 punti di penalizzazione. Ottima prova di questo “maturo” equipaggio, che si aggiudica il secondo posto assoluto e precede, nell'ambito della propria classe, un'altra Aurelia B20, un'Alfa Romeo 1900 TI ed una Porsche. Nella Categoria Gran Turismo, Classe oltre 2000 cm³ Piero Valenzano/Renato Sposetti (su Lancia Aurelia B 20-2500 coupé) vincono con 7,5 punti di penalizzazione. Convincente prova d'assieme delle numerose Aurelia B20-2500 che sono in gara e che ottengono i migliori tempi nelle singole prove di velocità previste nel corso del rallye. Nella massima classe della categoria Gran Turismo, alle spalle di Valenzano/Sposetti si classifica la B20-2500 di Louis Chiron/Ciro Basadonna. |                    |                                                         |                    |                                   |
| 4 aprile               | XIV Giro di Sicilia             | 9º posto | 1º posto           | Categoria Gran Turismo, Classe oltre 2000 cm³           | B 20-2500 coupé    | Giuseppe De Sarzana/G. Fleres     |
| 4 aprile               | XIV Giro di Sicilia             | De Sarzana/Fleres coprono i 1.080 km del percorso in 11 ore 58'58” alla media di km/h 90,129; forse a causa dello scarso numero di rivali, l'equipaggio De Sarzana/Fleres compie una corsa assolutamente regolare, ma non ottiene la prestazione che era lecito attendersi da una B20 da 2 litri e mezzo, tanto è vero che finisce al 9º posto assoluto, preceduto anche da due berline Alfa Romeo 1900. Nella Categoria Gran Turismo, Classe da 1301 a 2000 cm³ Guido Perrella/X (su Lancia Aurelia B 20-2000 coupé) coprono il percorso in 12 ore 50'55” alla media di km/h 84,055; incolore prestazione di Perrella, che peraltro disponeva di una ormai superata B20 da 2 litri, che è solo 5º di classe e 27º assoluto. |                    |                                                         |                    |                                   |
| 11 aprile              | VI Coppa della Toscana          | 4º posto | 1º posto           | Categoria Gran Turismo, Classe 1301–2000 cm³            | B20-2000 coupé     | Fausto Gualdi/Rosati              |
| 11 aprile              | VI Coppa della Toscana          | Gualdi/Rosati coprono i km 760,000 del percorso in 6 ore 52'32” alla media di km/h 110,536. Ottima prova di questa B20 da due litri, che - complice un passaggio a livello che la favorisce - riesce a far meglio delle agguerrite e più moderne rivali Fiat 8V e ad ottenere un apprezzabile 21º posto assoluto. Nella Categoria Gran Turismo, Classe oltre 2000 cm³ Franco Ribaldi/Romano Basili (su Lancia Aurelia B20-2500 coupé) vincono e coprono il percorso in 6 ore 45'02” alla media di km/h 112,583. l'Aurelia di Ribaldi/Basili si piazza al 13º posto assoluto. Nella Categoria Sport, Classe oltre 2000 cm³ Roberto Piodi (su Lancia Aurelia B20-2500 coupé) copre il percorso in 6 ore 22'37” alla media di km/h 119,179. l'Aurelia di Piodi, ben preparata ed efficiente, ottiene uno splendido 4º posto assoluto, dietro a due potenti Ferrari e ad un'agile Gordini. |                    |                                                         |                    |                                   |
| 1/2 maggio             | XXI Mille Miglia                | 7º posto | 1º posto           | Categoria Gran Turismo, Classe oltre 1500 cm³           | B20-2500 coupé     | Giuseppe Serafini/Carlo Mancini   |
| 1/2 maggio             | XXI Mille Miglia                | Serafini/Mancini coprono i km 1597,000 del percorso in 12 ore 47'12” alla media di km/h 124,895. L'Aurelia di Serafini/Mancini si piazza al 7º posto assoluto, preceduta dalla D24 del vincitore, Alberto Ascari, e da 2 Ferrari, 2 Maserati e 1 Porsche (tutte vetture della categoria sport) e precede, sia pur di pochi minuti, le temibilissime ed ormai tradizionali rivali Fiat 8V Zagato e Alfa Romeo 1900 TI. Nella Categoria Sport, Classe 1501–2000 cm³ Guido Perrella Guido/Giuseppe Ruggiero (su Lancia Aurelia-Paganelli 2 litri) coprono il percorso in 14 ore 15'19” alla media di km/h 112,028. l'Aurelia-Paganelli speciale di Perrella/Ruggiero è 35º nella graduatoria assoluta. |                    |                                                         |                    |                                   |
| 30 maggio              | XXVIII Targa Florio             | 3º posto | 1º posto           | Categoria Sport, Classe oltre 2000 cm³                  | B20-2500 coupé     | Roberto Piodi                     |
| 30 maggio              | XXVIII Targa Florio             | Piodi copre i km 576,000 del percorso in 6 ore 55'11” 1/5 alla media di km/h 83,239. Ottima prestazione di Piodi, che, con una B20-2500 ben elaborata e perciò iscritta nel gruppo Sport, ottiene la terza posizione nella graduatoria assoluta, alle spalle della Lancia D24-3300 (vittoriosa con Piero Taruffi) ed all'agilissima Maserati 2000 di Luigi Musso. Piodi riesce peraltro a precedere al traguardo, tra le altre, una Maserati 2 litri e due Ferrari 225S da 2,7 litri. Nella Categoria Gran Turismo, Classe oltre 1300 cm³ Francesco Arezzo (su Lancia Aurelia B20-2500 coupé) copre il percorso in 7 ore 32'23” 1/5 alla media di km/h 76,394. L'Aurelia di Arezzo ottiene una buona settima posizione nella graduatoria assoluta. Nella Categoria Sport, Classe 1101–2000 cm³ Guido Perrella (su Lancia Aurelia B20-2000 coupé) copre il percorso in 7 ore 51'50” 3/5 alla media di km/h 73,244. Un po' anonima la prestazione di questa Aurelia (12º assoluta). |                    |                                                         |                    |                                   |
| 2 giugno               | VI Giro dell'Umbria             | 10º posto | 1º posto           | Categoria Gran Turismo, Classe oltre 2000 cm³           | B20-2500 coupé     | Franco Ribaldi /Romano Basili     |
| 2 giugno               | VI Giro dell'Umbria             | Ribaldi/Basili coprono i km 383,000 del percorso in 3 ore 15'27” 4/5 alla media di km/h 117,566. La vittoria di classe non poteva sfuggire ad un'Aurelia B20, dal momento che in gara erano solo vetture di quel modello. Pur artefici di un'ottima prestazione, Ribaldi/Basili ottengono soltanto il 10º posto della graduatoria assoluta: meglio di loro fanno 2 Ferrari, 2 Maserati, 2 Osca, ma anche un'Alfa Romeo 1900 TI ed una Fiat 8V. Nella Categoria Gran Turismo, Classe 1301–2000 cm³ Germano Nataloni/Rosichelli (su Lancia Aurelia B20-2000 coupé) coprono il percorso in 3 ore 27'20” 1/5 alla media di km/h 110,834. Nataloni/Rosichelli occupano la 26ª posizione della graduatoria assoluta. |                    |                                                         |                    |                                   |
| 11 luglio              | VIII Coppa d'Oro delle Dolomiti | 7º posto | 1º posto           | Categoria Gran Turismo, Classe oltre 1300 cm³           | B20-2500 coupé     | Ferdinando Gatta                  |
| 11 luglio              | VIII Coppa d'Oro delle Dolomiti | Gatta copre i km 303,800 del percorso in 3 ore 33'23” 2/5 alla media di km/h 85,421. Ferdinando Gatta (cognato di Gianni Lancia) si piazza al 7º posto assoluto ed è il più veloce fra tutti i concorrenti della categoria Gran Turismo (che dispongono di altre Aurelia, di Fiat 8V e di altre vetture di minor cilindrata): meglio di lui, sia pure per poco più di 1 minuto, fa però l'Alfa Romeo 1900 SS di Mario Della Favera. Nella Categoria Sport, Classe oltre 2000 cm³ Corrado Campeis (su Lancia Aurelia B20-2500 coupé) che copre il percorso in 3 ore 43'36” alla media di km/h 81,520; terzo di classe dietro due Ferrari, si piazza ad un onorevole 13º posto assoluto. Nella Categoria Sport, Classe oltre 2000 cm³ Cormons Ferri (su Ferri-Lancia Aurelia B20-2500 barchetta) copre il percorso in 3 ore 53'14” alla media di km/h 78,153. La vettura di Cormons Ferri è una barchetta speciale, assemblata dal Ferri mettendo assieme la meccanica Aurelia ed una carrozzeria barchetta della “Stabilimenti Farina” e munita per l'occasione di un motore da 2,5 litri. La prestazione in gara di questa vettura non sono state eccezionali, e la posizione nell'assoluto è soltanto la ventottesima. |                    |                                                         |                    |                                   |
| 24/25 luglio           | IIIa 10 Ore notturna di Messina | 5º posto | 3º posto           | Categoria Gran Turismo, Classe unica                    | B20-2500 coupé     | Cerri/Chiappini                   |
| 24/25 luglio           | IIIa 10 Ore notturna di Messina | Cerri/Chiappini percorrono nelle 10 ore km 1036,260, alla media di km/h 103,626; buona prestazione di questa B20-2500, che però soccombe alla Fiat 8V-Zagato di Elio Zagato/Franco Simontacchi ed all'Alfa Romeo 1900 SS di Piero Carini/Pietro Laureati. Bisogna peraltro segnalare che la Aurelia B20-2500 dell'equipaggio Carlo Mancini/Marco Crosara è rimasta in testa a tutte le vetture della categoria Gran Turismo per circa metà gara, cioè fino a quando è stata costretta al ritiro. Cerri/Chiappini chiudono comunque al 5º posto assoluto. Nella Categoria Sport, Classe fino a 2000 cm³ Guido Perrella/Giuseppe Ruggiero (su Lancia Aurelia B20-2000 coupé) percorrono nelle 10 ore km 958,045, alla media di km/h 95,804. Questa Aurelia si piazza al 13º posto assoluto. |                    |                                                         |                    |                                   |
| 1º agosto              | VI Giro delle Calabrie          | 5º posto | 1º posto           | Categoria Gran Turismo, Classe oltre 2000 cm³           | B20-2500 coupé     | Carlo Mancini                     |
| 1º agosto              | VI Giro delle Calabrie          | Mancini copre i km 723,000 del percorso in 8 ore 17'16” 1/5 alla media di km/h 87,236. La vittoria di classe non poteva sfuggire ad un'Aurelia in quanto erano in lizza soltanto vetture di questo tipo, ma la prova di Mancini è degna di nota soprattutto per l'ottimo 5º posto assoluto, dietro a due Osca, una Ferrari ed una Maserati ma davanti alle numerose ed insidiose Fiat 8V (normali o carrozzate Zagato). Nella Categoria Sport, Classe oltre 2000 cm³ Germano Nataloni (su Lancia Aurelia B20-2500 coupé) copre il percorso in 8 ore 54'20” alla media di km/h 81,185. Mediocre prova di questa B20-2500 partecipante nella categoria Sport, che alla fine occupa la sedicesima piazza assoluta. Nella Categoria Sport, Classe 1101–2000 cm³ Antonio Zurlo/Gaetano Zurlo (su Paganelli-Lancia Aurelia 2000 siluro) coprono il percorso in 8 ore 54'55” 4/5 alla media di km/h 81,094. Lodevole impresa dei fratelli Zurlo con questa Paganelli ormai datata, che riesce a segnare un tempo inferiore alle 9 ore e ad inserirsi al 17º posto nella graduatoria generale. Nella Categoria Gran Turismo, Classe 1301–2000 cm³ Morettini (su Lancia Aurelia B20-2000 coupé) copre il percorso in 9 ore 23'01” 2/5 alla media di km/h 77,048. Anonima prestazione di questa B20 da due litri, che segna un tempo piuttosto alto (25º posto assoluto) |                    |                                                         |                    |                                   |
| 18/23 agosto           | Liége-Roma-Liége                | 2º posto | 1º posto           | Categoria Unica, Classe oltre 2000 cm³                  | B20-2500 coupé     | Olivier Gendebien/Charles Fraikin |
| 18/23 agosto           | Liége-Roma-Liége                | Gendebien/Fraikin portano a termine i km 5156,000 del percorso con 512 punti di penalità. La estrema durezza della prova decìma letteralmente la squadra ufficiale Lancia, scesa in lizza con quattro B20-2500 speciali affidate a Ickx/Claes, Christillin/Fiorio, Roma/Romersa e Gendebien/Fraikin: solo quest'ultima porta a termine gli oltre 5.000 chilometri del percorso, peraltro in un'ottima seconda posizione assoluta, dietro ad una velocissima coupé Porsche 1500 preparata dalla Casa madre. Una seconda B20-2500 “privata” (Arnold/Oestreicher) si piazza al 3º posto di classe (14º assoluto). |                    |                                                         |                    |                                   |
| 26/29 agosto           | VIII Stella Alpina              | 2º posto | 1º posto           | Categoria Gran Turismo, Classe oltre 2000 cm³           | B20-2500 coupé     | Salvatore Ammendola               |
| 26/29 agosto           | VIII Stella Alpina              | Ammendola copre il percorso di km 136,700 (la gara si svolge su di un percorso di circa 1.060 chilometri, di cui 136,700 costituiti dai tratti di velocità in salita che determinano la classifica finale) in 1 ora 50'22” 1/5 alla media di km/h 74,313. Lotta sul filo dei decimi di secondo tra le Aurelia B20-2500, le Alfa Romeo 1900 Supersprint Zagato, le berline Alfa Romeo 1900 TI e le Fiat 8V: alla fine, dopo due ore di gara, troviamo le prime 10 classificate nello spazio di appena 5 minuti. L'ordine di classifica è illuminante e lo riproponiamo: Alfa Romeo 1900 SS Zagato al 1º posto, poi, a seguire, 1 B20-2500 (Ammendola), 1 Alfa Romeo 1900 SS (Consalvo Sanesi), 3 B20-2500 (Ferdinando Gatta, Eugenio Lubich, Ugo Mondini), 1 Alfa Romeo 1900 TI (Piero Carini), 1 Alfa Romeo 1900 SS (Camillo luglio), 2 Alfa Romeo 1900 SS Zagato (Vladimiro Galluzzi e Sergio Der Stephanian), 1 Fiat 8V (Mario Tomasi). |                    |                                                         |                    |                                   |
| 27 settembre/6 ottobre | Giro Automobilistico d'Italia   | 2º posto | 1º posto           | Categoria Gran Turismo, Classe oltre 2000 cm³           | B20-2500 coupé     | Luigi Valenzano/Renato Sposetti   |
| 27 settembre/6 ottobre | Giro Automobilistico d'Italia   | Valenzano/Sposetti copre il percorso di circa 260 km (la gara si svolge in 7 tappe su di un tracciato di oltre 5.700 chilometri che attraversa l'Italia intera, isole escluse: una piccola parte di questo elevatissimo chilometraggio, cioè approssimativamente km 260, è costituita dai tratti di velocità in salita ed in pista che determinano la classifica finale) in 2 ore 39'05” 2/5 alla media di circa km/h 98. Combattutissima la lotta per la vittoria assoluta che vede in lizza parecchie Aurelia B20 ed ancor più numerose Alfa Romeo 1900 (in particolare nelle versioni berlina TI e coupé SS Touring e Zagato). Senza nulla togliere al bravo Valenzano, c'è da dire che probabilmente il veterano Clemente Biondetti - anch'egli al volante di una valida B20-2500 – avrebbe probabilmente potuto aspirare alla vittoria assoluta, solo che le sue condizioni di salute fossero state un po' migliori (il pilota morirà qualche mese dopo per un tumore e questo giro d'Italia rimarrà la sua ultima corsa). La vittoria assoluta va così all'Alfa Romeo 1900 Supersprint di Luigi Taramazzo/Giovanni Gerino, che precede di pochissimo le tre B20-2500 di Luigi Valenzano/Renato Sposetti, di Giuseppe Serafini/Franco Ribaldi e di Clemente Biondetti/Ricci. Nella Categoria Gran Turismo, Classe 1301–2000 cm³ Carlo Guidetti/Giancarlo Ubezio (su Lancia Aurelia B20-2000 coupé) coprono il percorso in 3 ore 00'08” alla media di circa km/h 87. Nella classe 2 litri, la B20 di Guidetti/Ubezio è preceduta da 3 Alfa Romeo 1900 Supersprint (una Touring e 2 Zagato), ma sopravanza un'altra B20, un Alfa Romeo e una Fiat 8V. Nella classifica assoluta della categoria Gran Turismo, l'equipaggio Guidetti/Ubezio si piazza all'11º posto, mentre nella graduatoria generale risulta aver ottenuto la 18.esima miglior prestazione. |                    |                                                         |                    |                                   |

### 1955
| Nazione Data        | Manifestazione                | Risultato ass. | Risultato classe   | Categoria                                              | Tipo Aurelia           | Piloti                                |
| Nazione Data        | Manifestazione                | Descrizione evento | Descrizione evento | Descrizione evento                                     | Descrizione evento     | Descrizione evento                    |
| ------------------- | ----------------------------- | --- | ------------------ | ------------------------------------------------------ | ---------------------- | ------------------------------------- |
| 17/24 gennaio       | XXV Rally di Monte Carlo      | 6º posto | 1º posto           | Categoria Turismo Normale, Classe da 1001 a 2000 cm³   | B 21 berlina           | Lier W.C./Ziegler H.                  |
| 17/24 gennaio       | XXV Rally di Monte Carlo      | Lier/Ziegler portano a termine gli oltre 3.300 chilometri del percorso con 478,931 penalità. Al famoso rallye monegasco, che vale anche quale prima prova 1955 del Campionato Europeo Rallyes (impropriamente definito come “Campionato Europeo Gran Turismo”) partecipano poche vetture italiane e l'Aurelia dell'equipaggio svizzero Lier/Ziegler è la sola Lancia ad essere presente alla prova finale, dove si comporta ottimamente ottenendo un brillante 6º posto nella graduatoria assoluta e la vittoria di classe davanti all'Alfa Romeo 1900 TI dell'equipaggio femminile Pochon-Honoré e ad una Peugeot 203.Per dovere di cronaca, va precisato che talune fonti indicano come B22 il modello di Aurelia condotto da Lier/Ziegler. |                    |                                                        |                        |                                       |
| 1º marzo            | VI Rallye del Sestrière       | 1º posto | 1º posto           | Categoria Gran Turismo Speciale, Classe oltre 2000 cm³ | B 20-2500 coupé Zagato | Ferdinando Gatta/Vittorio Mazzonis    |
| 1º marzo            | VI Rallye del Sestrière       | Gatta/Mazzonis portano a termine il percorso di oltre 3.000 km con 23 punti di penalità. Splendida prova di Ferdinando Gatta (cognato di Vincenzo Lancia) che, alla guida della sua nuova Aurelia B20 carrozzata da Zagato, ottiene le migliori prestazioni nei tratti di “velocità pura” cronometrati. |                    |                                                        |                        |                                       |
| 3 aprile            | XV Giro di Sicilia            | 27º posto | 2º posto           | Categoria Gran Turismo Speciale, Classe oltre 1300 cm³ | B 21 berlina           | Salvatore Arena                       |
| 3 aprile            | XV Giro di Sicilia            | Arena copre il percorso di km 1080,000 in 13 ore 46'14” 3/5 alla media di km/h 78,427. l'Aurelia di Arena - autore di una corsa assolutamente anonima – si posiziona al 51º posto della graduatoria generale assoluta. Nella Categoria Gran Turismo, Classe oltre 2000 cm³ Stellario Zappalà (su Lancia Aurelia B 20-2500 coupé) copre il percorso in 12 ore 20'12” alla media di km/h 87,543. Zappalà, che nella sua classe è battuto dalla Jaguar XK120 di Alfonso Vella, ottiene un mediocre 27º posto assoluto. |                    |                                                        |                        |                                       |
| 30 aprile/1º maggio | XXII Mille Miglia             | 18º posto | 6º posto           | Categoria Gran Turismo, Classe oltre 1300 cm³          | B20-2500 coupé         | Carlo Croce                           |
| 30 aprile/1º maggio | XXII Mille Miglia             | Croce copre il percorso di km 1597,000 in 12h52'29” alla media di km/h 124,041. Sovrastate dalle più potenti “3 litri” Mercedes-Benz del tipo 300 SL (che non faticano ad aggiudicarsi i primi 3 posti di classe), le macchine italiane (Fiat 8V, Alfa Romeo 1900 SS e Lancia Aurelia) - che, ricordiamo, non sono vetture “ufficiali” - devono accontentarsi di misurarsi con due Aston Martin DB2/4 e con svariate Porsche. Alla fine, dopo le già menzionate tre Mercedes, il quarto posto è occupato da una Fiat 8V Zagato, il quinto dalla Aston Martin, il sesto dall'Aurelia di Croce, il settimo da un'Alfa Romeo 1900 SS Zagato, l'ottavo da una Porsche, seguono parecchi altri concorrenti. |                    |                                                        |                        |                                       |
| 10 luglio           | IX Coppa d'Oro delle Dolomiti | 7º posto | 2º posto           | Categoria Gran Turismo, Classe 1301–2000 cm³           | B20-2000 coupé         | Antonio Pozzato                       |
| 10 luglio           | IX Coppa d'Oro delle Dolomiti | Pozzato copre il percorso di km 303,800 in 3 ore 58'07” alla media di km/h 76,550. Unica Aurelia due litri in gara, questa “non più giovane” B20 compie una gara onesta ma non particolarmente brillante, classificandosi al centro della classifica della sua classe, dietro a 3 Fiat 8V Zagato e ad una Porsche e davanti ad altre 3 Fiat 8V (2 normali ed 1 Zagato). L'Aurelia di Pozzato è ventinovesima nella classifica assoluta. Nella Categoria Gran Turismo, Classe oltre 2000 cm³ Ferdinando Gatta (su Lancia Aurelia B20-2500 Zagato coupé) copre il percorso in 3 ore 36'54” 2/10 alla media di km/h 84,037. Il risultato ottenuto in questa occasione da Ferdinando Gatta appare leggermente inferiore alle aspettative: la sua speciale B20 carrozzata Zagato, pur prevalendo sulle numerose consorelle con carrozzeria di serie, segna tempi leggermente superiori rispetto a quelli di altre Gran Turismo con cilindrata inferiore, quali la Fiat 8V Zagato del fortissimo Elio Zagato e la stupefacente Fiat 1100-103 (carrozzata coupé Zagato) di Corrado Manfredini, che riesce a precedere l'Aurelia di Gatta di quasi 20”. Nella graduatoria generale, Gatta è dunque 7º, preceduto nell'ordine da Oliver Gendebien (vincitore assoluto, su Mercedes 300 SL), da Eugenio Castellotti (Ferrari 2 litri Mondial sport), da Giulio Cabianca (Osca 1500), dai già citati Elio Zagato (Fiat 8V Zagato) e Corrado Manfredini (Fiat 1100-103 Zagato) e dall'altra Ferrari 2 litri Mondial sport di Umberto Maglioli (attardato da una foratura). |                    |                                                        |                        |                                       |
| 17/21 agosto        | XXV Liége-Roma-Liége          | 3º posto | 3º posto           | Categoria Unica, Classe oltre 2000 cm³                 | B20-2500 coupé         | John Claes/Lucien Bianchi             |
| 17/21 agosto        | XXV Liége-Roma-Liége          | Claes/Bianchi portano a termine i km 5097,000 del percorso con 0 penalità. Delle tre B20 in lizza, una (equipaggio Plinio Bona-Alfonso Rolfo) era in lotta per le prime posizioni quando veniva attardata da una banale rottura della cinghia del ventilatore e finiva 14º, la seconda (equipaggio Gaillard/Dustaritz) compiva una gara regolare ma non eccezionale (15º posto assoluto), la terza (Claes/Bianchi) è invece sempre stata tra i primi concludendo in un'ottima 3ª posizione assoluta, dietro alla Mercedes 300 SL di Oliver Gendebien/Stasse (che si aggiudica la gara) ed alla Salmson 2,3 litri di René Cotton/L.Lemerle. |                    |                                                        |                        |                                       |
| 21 agosto           | VII Giro delle Calabrie       | 8º posto | 1º posto           | Categoria Gran Turismo, Classe oltre 2000 cm³          | B20-2500 coupé         | Francesco Di Francia                  |
| 21 agosto           | VII Giro delle Calabrie       | Di Francia Francesco copre il percorso di km 705,000 in 8 ore 05'18” 1/5 alla media di km/h 87,161. Una volta ritiratasi la B20 di Vittorio Colocci che si era portata in testa, il comando passava, nella classe oltre 2000, alla B20 del gentleman-driver Di Francia, che prevaleva facilmente sull'unica altra B20 rimasta in gara, quella di Vincenzo Sorrentino; nella categoria Gran Turismo, comunque, Di Francia finisce alle spalle della Fiat 8V Zagato di Elio Zagato e viene anche battuto dall'Alfa Romeo 1900 TI di Nicola Musmeci che corre nella categoria Turismo. Nella graduatoria assoluta generale, la posizione finale ottenuta è l'ottava. Nella Categoria Gran Turismo, Classe 1301–2000 cm³ Enzo Sarno (su Lancia Aurelia B20-2000 coupé) copre il percorso in 9 ore 25'49” 2/5 alla media di km/h 74,758. Senza storia la corsa di questa ormai superata B20 da 2 litri, che, come facilmente prevedibile, viene surclassata - nella sua classe - da due più moderne ed agili Fiat 8V Zagato e da un'Alfa Romeo 1900. Nella classifica assoluta la posizione è la trentaquattresima. |                    |                                                        |                        |                                       |
| 25/28 agosto        | IX Stella Alpina              | 3º posto | 3º posto           | Categoria Gran Turismo, Classe oltre 2000 cm³          | B20-2500 coupé         | Ferdinando Gatta                      |
| 25/28 agosto        | IX Stella Alpina              | Gatta copre il percorso di km 120,500 (la gara - una sorta di rallye - si svolge su di un percorso di circa 1.130 chilometri, di cui 120,500 costituiti dai tratti di velocità in salita che determinano la classifica finale) in 1ora 39'15” 1/5 alla media di km/h 72,843. Ennesima ottima prestazione dell'Aurelia Zagato di Gatta, che cede soltanto a due Mercedes 300 SL, ma che prevale sulle varie Fiat 8V, Alfa Romeo 1900, Jaguar XK 120, Porsche e Giulietta Sprint ma anche sulla terza delle Mercedes 300 SL che erano in lizza. |                    |                                                        |                        |                                       |
| 16 ottobre          | XXXIX Targa Florio            | 20º posto | 2º posto           | Categoria Gran Turismo, Classe unica                   | B20 coupé              | Vincenzo Arena/Gianfernando Tomaselli |
| 16 ottobre          | XXXIX Targa Florio            | Arena/Tomaselli coprono il percorso di km 792,000 in 11 ore 22'23” 1/5 alla media di km/h 69,536. Questa Targa Florio non porta fortuna alle Aurelia: su 4 che si erano presentate al “via”, una soltanto riesce a concludere la corsa, ma ottiene una prestazione velocistica assolutamente modesta, al punto da relegarla all'ultimo posto della classifica assoluta generale. |                    |                                                        |                        |                                       |

### 1956
| Nazione Data   | Manifestazione            | Risultato ass. | Risultato classe   | Categoria                                                        | Tipo Aurelia           | Piloti                           |
| Nazione Data   | Manifestazione            | Descrizione evento | Descrizione evento | Descrizione evento                                               | Descrizione evento     | Descrizione evento               |
| -------------- | ------------------------- | --- | ------------------ | ---------------------------------------------------------------- | ---------------------- | -------------------------------- |
| 15/23 gennaio  | XXVI Rally di Monte Carlo | 31º posto | 1º posto           | Categoria Turismo Normale, Classe oltre 2000 cm³                 | B12-2,3 litri berlina  | Lier/Mesritz                     |
| 15/23 gennaio  | XXVI Rally di Monte Carlo | Lier/Mesritz portano a termine gli oltre 4.300 chilometri del percorso con 265 penalità. Al famoso rallye monegasco, che vale anche quale prima prova 1956 del Campionato Europeo Rallyes (impropriamente definito come “Campionato Europeo di Gran Turismo”) partecipano alcune vetture italiane e l'Aurelia dell'equipaggio svizzero Lier/Mesritz alla fine riesce ad occupare un tutto sommato non disprezzabile 31º posto nella graduatoria generale. Nella Categoria Turismo Speciale e Gran Turismo, Classe oltre 2000 cm³ Louis Chiron/Gino Longo (su Lancia Aurelia B20-2500) portano a termine il percorso con 307 penalità. Il "vecchio" campione monegasco Chiron - già vincitore nell'edizione 1954 - questa volta è costretto ad accontentarsi della vittoria di classe (davanti ad un'altra Lancia B20-2500) e di un modesto 35º posto assoluto. |                    |                                                                  |                        |                                  |
| 24/28 febbraio | VII Rallye del Sestrière  | 5º posto | 2º posto           | Categoria Turismo Normale, Classe oltre 2000 cm³                 | B 12-2,3 litri berlina | Sergio Mantovani/Olinto Morolli  |
| 24/28 febbraio | VII Rallye del Sestrière  | Mantovani/Morolli portano a termine il percorso - variabile a seconda della città di partenza - di circa 3.000 km (2.154 chilometri del cosiddetto "percorso comune" più i percorsi di avvicinamento, variabili da 700 a 1.200 circa a seconda della città da cui prendono il via i concorrenti) con 46,9 punti di penalità. Ottima prova di questo equipaggio che, pur disponendo della poco sportiva B12 berlina, "rischia" addirittura di aggiudicarsi il Rallye (o quanto meno la propria classe) ma comunque termina al posto d'onore (nella classe oltre 2000 turismo) e al 5º posto assoluto, preceduto da quelli che disponevano di vetture più potenti, di maggiore cilindrata, oppure d'impostazione più sportiva (per la cronaca: Mercedes 300 SL, BMW 502, Alfa Romeo 1900 TI, Porsche 1300 Super). Nella Categoria Turismo Speciale e Gran Turismo, Classe oltre 2000 cm³ Francesco Arezzo/Ernesto Dagnino (su Lancia Aurelia B20-2500) portano a termine il percorso con 198,3 punti di penalità. Poco entusiasmante prova di questa B20, rimasta sempre in ombra, distanziata dalle due potentissime Mercedes 300 SL che hanno dominato la classe. |                    |                                                                  |                        |                                  |
| 8 aprile       | XVI Giro di Sicilia       | 23º posto | 5º posto           | Categoria Gran Turismo, Classe oltre 2000 cm³                    | B20-2500               | Giuseppe Alotta                  |
| 8 aprile       | XVI Giro di Sicilia       | Alotta porta a termine il percorso di km 1080,000 in 12 ore 29'36"1/5 alla media di km/h 86,445. Discreta ma non certo esaltante prestazione di Alotta, preceduto nella propria classe da 2 Ferrari e da 2 Mercedes da 3 litri di cilindrata (contro cui nulla avrebbe potuto) ma surclassato anche da parecchie vetture Gran Turismo di minor cilindrata (Alfa Romeo Giulietta normali e sprint, Alfa Romeo1900, Fiat 1100-103 TV, Fiat-Siata 1250, Fiat 8V, Maserati 2 litri), tanto da classificarsi soltanto al 23º posto nella classifica generale. Nella Categoria Gran Turismo, Classe 1301–2000 cm³ Taraschi (su Lancia Aurelia 2 litri) porta a termine il percorso in 13 ore 04'41"1/5 alla media di km/h 82,580. La non più giovane Aurelia 2 litri di Taraschi compie una gara onesta, finendo al 5º posto di classe (dietro a 2 Fiat 8V ed a Maserati) ed al 32º posto nella graduatoria assoluta. |                    |                                                                  |                        |                                  |
| 28/29 aprile   | XXIII Mille Miglia        | 17º posto | 7º posto           | Categoria Turismo Speciale e Gran Turismo, Classe oltre 2000 cm³ | B20-2500               | Sergio Mantovani/Nereo Cantuseno |
| 28/29 aprile   | XXIII Mille Miglia        | Mantovani/Cantuseno Nereo portano a termine il percorso di km 1597,000 in 13 ore 26'23" alla media di km/h 118,826. Buona prestazione di Mantovani, la cui media oraria è sostanzialmente in linea con quelle ottenute dalle migliori tra le Fiat 8V e le nuove Giulietta Sprint Veloce, e che si piazza al 17º posto della graduatoria generale. Nella Categoria Turismo Speciale e Gran Turismo, Classe 1601–2000 cm³ Putz H./Pelz A. (su Lancia Aurelia B20-2000) portano a termine il percorso in 15 ore 17'04" alla media di km/h 104,485. Prova assolutamente incolore di questo equipaggio, che alla fine è soltanto 83º assoluto (su 178 concorrenti classificati). |                    |                                                                  |                        |                                  |
| 10 giugno      | XL Targa Florio           | 34º posto | 1º posto           | Categoria Gran Turismo, Classe oltre 1300 cm³                    | B20-2500               | Mennato Boffa/Vincenzo Maresca   |
| 10 giugno      | XL Targa Florio           | Boffa/Maresca nel tempo del vincitore (7 ore 54'52"3/5) riescono a percorrere km 432,966 alla media di km/h 54,704. In termini assoluti la prestazione fornita nell'occasione da Mennato Boffa è modestissima, al punto che il 34º posto nella graduatoria assoluta corrisponde anche all'ultima posizione poiché i concorrenti giunti al termine della severa corsa siciliana sono per l'appunto 34. La vittoria di classe, poi, è del tutto "formale" dal momento che la B20 era la sola macchina in gara. Bisogna però rilevare che Boffa è stato vittima di un fuori strada rovinoso e che è riuscito a stento a portare al traguardo la sua Aurelia davvero malconcia. |                    |                                                                  |                        |                                  |
| 29 luglio      | VIII Giro delle Calabrie  | 12º posto | 2º posto           | Categoria Sport, Classe oltre 2000 cm³                           | B24 spider             | Guido Maria Terzi                |
| 29 luglio      | VIII Giro delle Calabrie  | Terzi porta a termine il percorso di km 705,000 in 7 ore 41'14" alla media di km/h 91,710. Bella prova offerta da questa spider B24, che, forse per una elaborazione particolarmente spinta o per motivi d'omologazione, corre nella categoria Sport. La vettura riesce a piazzarsi dodicesima nella graduatoria assoluta, preceduta soltanto dalle vere vetture "sport", dalle gran turismo "tre litri" Ferrari e Mercedes e da una soltanto delle numerose, agili e pericolose Alfa Romeo Giulietta Sprint Veloce. In ogni caso, questa B24 fa meglio della "sorella" B20 coupé di Montesano e delle tradizionali rivali di sempre, Fiat 8V ed Alfa Romeo 1900. |                    |                                                                  |                        |                                  |

### 1957
| Nazione Data         | Manifestazione            | Risultato ass. | Risultato classe   | Categoria                                               | Tipo Aurelia       | Piloti             |
| Nazione Data         | Manifestazione            | Descrizione evento | Descrizione evento | Descrizione evento                                      | Descrizione evento | Descrizione evento |
| -------------------- | ------------------------- | --- | ------------------ | ------------------------------------------------------- | ------------------ | ------------------ |
| 25 febbraio/1º marzo | VIII Rallye del Sestrière | 52º posto | 7º posto           | Categoria Turismo, classe oltre 1600 cm³                | B12-2300 berlina   | Lier/Brandt        |
| 25 febbraio/1º marzo | VIII Rallye del Sestrière | Lier/Brandt portano a termine il percorso di oltre 2100 km con 77,7 punti di penalizzazione; non disprezzabile la prova di questo equipaggio svizzero, che ha condotto la "paciosa" B12 ad un onorevole 7º posto di classe (su 17 classificati) ed al 52º posto assoluto (su 107 concorrenti al traguardo finale). Nella Categoria Gran Turismo, Classe oltre 2000 cm³ Piero Cagnana/Barozzi (su Lancia Aurelia B20-2500 coupé) portano a termine il percorso con 277,2 punti di penalizzazione; è probabile che questo equipaggio sia stato vittima di un qualche contrattempo, dal momento che i suoi punti di penalizzazione sono veramente molti e che la posizione in classifica risulta conseguentemente deprimente: ultimo posto di classe e terzultimo posto nella graduatoria generale.                                |                    |                                                         |                    |                    |
| 14 aprile            | XVII Giro di Sicilia      | n.d. | 1º posto           | Categoria Gran Turismo, Classe da 1301 a 2600 cm³       | B20-2500 coupé     | F. Montesano       |
| 14 aprile            | XVII Giro di Sicilia      | Montesano F. porta a termine il percorso di km 1080,000 in 13 ore 01'25" alla media di km/h 82,926; corsa decisamente sottotono per questa Aurelia che, pur aggiudicandosi la propria classe davanti ad un'altra Aurelia, fa registrare un tempo decisamente elevato, neppure a livello di quelli ottenuti dalle migliori Fiat 1100-103 TV. |                    |                                                         |                    |                    |
| 11/12 maggio         | XXIV Mille Miglia         | 19º posto | 7º posto           | Categoria Gran Turismo, Classe oltre 2000 cm³           | B24 spider         | Guido Maria Terzi  |
| 11/12 maggio         | XXIV Mille Miglia         | Terzi porta a termine il percorso di km 1597,000 in 12 ore 35'45" alla media di km/h 126,787; malgrado l'apparente mediocrità delle posizioni ottenute in classifica, la gara di questa B24 è veramente notevole: bisogna infatti rilevare che le 6 vetture Gran Turismo che l'hanno preceduta erano nientemeno che berlinette Ferrari (alcune anche "ufficiali" o "semi-ufficiali") del recente tipo 250 da 3 litri di cilindrata con potenze molto al di sopra dei 200 HP. Nella propria classe, la B24 del bravo Terzi ha peraltro battuto ben tre Ferrari da 3 litri ed una Ford Thunderbird, mentre in graduatoria assoluta ha tenuto dietro di sé - tra le altre - anche BMW 502, Alfa Romeo 1900 SS, Fiat 8V Zagato, Triumph, molte Porsche e tutta la nutrita schiera di agilissime Alfa Romeo Giulietta Sprint Veloce. |                    |                                                         |                    |                    |
| 24/28 luglio         | VI Rallye dell'Adriatico  | n.d. | 3º posto           | Categoria Turismo & Gran Turismo, Classe oltre 1600 cm³ | B20-2500           | Valencic           |
| 24/28 luglio         | VI Rallye dell'Adriatico  | Valencic percorre gli oltre 1400 chilometri del percorso totalizzando 166 punti di penalizzazione. Prestazione modesta di questa Aurelia, il cui modello non è specificato nelle cronache dell'epoca, anche se probabilmente si trattava di una B20-2500. |                    |                                                         |                    |                    |

### 1958
| Nazione Data   | Manifestazione             | Risultato ass. | Risultato classe   | Categoria                                                          | Tipo Aurelia       | Piloti                                    |
| Nazione Data   | Manifestazione             | Descrizione evento | Descrizione evento | Descrizione evento                                                 | Descrizione evento | Descrizione evento                        |
| -------------- | -------------------------- | --- | ------------------ | ------------------------------------------------------------------ | ------------------ | ----------------------------------------- |
| 21/29 gennaio  | XXVII Rally di Monte Carlo | 39º posto | 1º posto           | Categoria Gran Turismo/Turismo Speciale, Classe oltre 2000 cm³     | B20-2500 coupé     | Luigi Villoresi/Ciro Basadonna            |
| 21/29 gennaio  | XXVII Rally di Monte Carlo | Villoresi/Basadonna portano a termine l'itinerario di avvicinamento a Montecarlo (circa 3000 km) e che - malgrado si ritirino a 10 km dal traguardo d'arrivo del percorso comune (coprendo dunque quasi 1000 km dei complessivi 1007 previsti dal "percorso comune") - in base al regolamento, vengono comunque classificati (con 9710 punti di penalizzazione) al 39º posto assoluto e si aggiudicano la classe oltre 2000 cm³ davanti ad una Ford. Da notare che la B20 dell'equipaggio italiano era giunta a Monte Carlo con zero penalità, assieme a sole altre 8 vetture e che pertanto aveva ottime chance di vittoria, che probabilmente non sarebbe sfuggita senza la malaugurata uscita di strada, che pare da imputare per una cattiva regolazione dei freni effettuata dai meccanici subito dopo l'uscita dal parco chiuso. |                    |                                                                    |                    |                                           |
| 24/28 febbraio | IX Rallye del Sestriere    | 7º posto | 2º posto           | Categoria Gran Turismo/Turismo Speciale, Classe da 1301 a 2600 cm³ | B20-2500 coupé     | Luigi Villoresi/Ciro Basadonna            |
| 24/28 febbraio | IX Rallye del Sestriere    | Villoresi/Basadonna portano a termine l'intero percorso (di circa 2800 km) con 46,3 punti di penalizzazione. La vittoria di classe sfugge all'equipaggio dell'Aurelia, che è preceduto da Armando Zampiero/Bongiasca con l'agile Porsche Carrera ma che riesce a prevalere sulla Fiat 8V Zagato dell'asso emergente Ludovico Scarfiotti (il quale perde una vittoria ormai quasi certa a causa di un errore di guida - per foga eccessiva - compiuto nell'ultima prova) |                    |                                                                    |                    |                                           |
| 2/8 aprile     | VI Rallye dell'Acropoli    | 1º posto | 1º posto           | Categoria Gran Turismo, Classe oltre 1600 cm³                      | B20-2500 coupé     | Luigi Villoresi/Ciro Basadonna            |
| 2/8 aprile     | VI Rallye dell'Acropoli    | Villoresi/Basadonna portano a termine l'intero percorso (di oltre 3000 km) con 4 punti di penalizzazione. Si tratta dell'ultima vittoria importante colta da una vettura Aurelia ed anche, curiosamente, dell'ultima affermazione dell'ormai non più giovane campione Luigi Villoresi (che disputerà ancora - con una Fiat 1200 - il Rallye di Montecarlo nel 1959, gara che segnerà il suo addio alle corse). |                    |                                                                    |                    |                                           |
| 11 maggio      | XLII Targa Florio          | |                    | Categoria Gran Turismo, Classe da 1601 a 2600 cm³                  | B20-2500 coupé     | Raimondo Gangitano/Gianfernando Tomaselli |
| 11 maggio      | XLII Targa Florio          | Gangitano/Tomaselli portano a termine 13 giri del circuito delle Madonie (di km 72,000 per giro) finendo in tal modo ad un giro dai tredici concorrenti classificati (che compiono quindi 14 giri, per km 1008,000) e risultando pertanto "fuori tempo massimo". Evidentemente l'equipaggio in questione, tanto attardato, è stato vittima di qualche disavventura o di qualche avaria tecnica. |                    |                                                                    |                    |                                           |
| 21/22 giugno   | Mille Miglia               | 37º posto | N.D.               | N.D.                                                               | B20-2500 coupé     | Georges Berger/René Foiret                |
| 21/22 giugno   | Mille Miglia               | Berger/Foiret portano a termine il percorso dei "tratti di velocità" - km. 83,500 su un totale di km 1593,000 - in 1 ora 04'48"4/5 alla media di km/h 77,298; questa edizione di Mille Miglia si sviluppa secondo la formula successivamente utilizzata per i "Rallyes": un lungo tracciato di trasferimento (quasi 1600 km) entro il quale vengono inseriti 8 tratti di velocità (7 in salita ed 1 pianeggiante) con classifica finale per somma dei tempi. L'Aurelia di questo equipaggio, probabilmente una B20-2500 (ma il dato non è accertato), ottiene alla fine un 37º posto assoluto, decisamente poco significativo. |                    |                                                                    |                    |                                           |

### 1959
Nel corso dell'anno 1959, non risultano partecipazioni di vetture Lancia Aurelia a grandi competizioni (gare di risonanza internazionale e/o su lunga distanza).

### 1960
| Nazione Data | Manifestazione    | Risultato ass. | Risultato classe   | Categoria                                         | Tipo Aurelia       | Piloti                          |
| Nazione Data | Manifestazione    | Descrizione evento | Descrizione evento | Descrizione evento                                | Descrizione evento | Descrizione evento              |
| ------------ | ----------------- | --- | ------------------ | ------------------------------------------------- | ------------------ | ------------------------------- |
| 8 maggio     | XLIV Targa Florio | N.C. | N.C.               | Categoria Gran Turismo, Classe da 1301 a 2500 cm³ | B20-2500 coupé     | Marco Vannucci/Gian Carlo Carfi |
| 8 maggio     | XLIV Targa Florio | Vannucci/Carfi portano a termine la corsa (10 giri, km 720) in un tempo che tuttavia è superiore di oltre 2 ore rispetto a quello segnato dal vincitore (7 ore33'08"2/5) quindi in più di 9 ore e 33' e vengono classificati come fuori tempo massimo |                    |                                                   |                    |                                 |
| 21 agosto    | Giro dei Due mari | N.D. | 2º posto           | Categoria Gran Turismo, Classe da 1301 a 2500 cm³ | B20-2500 coupé     | Bartolomeo Donato               |
| 21 agosto    | Giro dei Due mari | Donato percorre i due giri di un circuito stradale calabrese di km 170,800 (km 341,600 complessivi) in 4 ore 04'55"2/10 alla media di km/h 83,684; poco entusiasmante la prova offerta dalla B20-2500 di Bartolomeo Donato che, oltre a soccombere alla più moderna Lancia Flaminia Sport di "Scansa", probabilmente penalizzata dal tipo di tracciato, realizza una media oraria decisamente bassa. |                    |                                                   |                    |                                 |

### 1961
| Nazione Data | Manifestazione                     | Risultato ass. | Risultato classe   | Categoria                                     | Tipo Aurelia       | Piloti             |
| Nazione Data | Manifestazione                     | Descrizione evento | Descrizione evento | Descrizione evento                            | Descrizione evento | Descrizione evento |
| ------------ | ---------------------------------- | --- | ------------------ | --------------------------------------------- | ------------------ | ------------------ |
| 15 agosto    | VII Gran Premio di Pescara (4 ore) | 26º posto | 4º posto           | Categoria Gran Turismo, Classe oltre 2500 cm³ | B20-2500 coupé     | Luigi Pisano       |
| 15 agosto    | VII Gran Premio di Pescara (4 ore) | Luigi Pisano, che stranamente gareggia nella classe oltre 2500 cm³ con una Aurelia ormai "non più giovane" che si suppone fosse una B20, viene classificato al 4º posto di classe, che peraltro corrisponde anche all'ultimo, a 5 giri dai primi. Onore e merito, comunque, per aver condotto a termine una corsa comunque impegnativa. |                    |                                               |                    |                    |

### 1962
| Nazione Data | Manifestazione    | Risultato ass. | Risultato classe   | Categoria                                    | Tipo Aurelia       | Piloti                         |
| Nazione Data | Manifestazione    | Descrizione evento | Descrizione evento | Descrizione evento                           | Descrizione evento | Descrizione evento             |
| ------------ | ----------------- | --- | ------------------ | -------------------------------------------- | ------------------ | ------------------------------ |
| 6 maggio     | XLVI Targa Florio | 20º posto | 2º posto           | Categoria Gran Turismo, Classe 1601-2000 cm³ | B20-2000 coupé     | Giuseppe Ramirez/Luigi Ramirez |
| 6 maggio     | XLVI Targa Florio | I fratelli Ramirez corrono con una Lancia Aurelia B20 da 2 litri con una decina d'anni sul groppone, per cui è da considerare un risultato eccellente l'aver portato a termine i 10 giri della gara, anche se ad una velocità media decisamente poco brillante (tempo impiegato per coprire i 720 km del percorso: 9 ore 34'12", media 75,235 km orari). |                    |                                              |                    |                                |

### 1963
| Nazione Data | Manifestazione     | Risultato ass. | Risultato classe   | Categoria                                    | Tipo Aurelia       | Piloti                        |
| Nazione Data | Manifestazione     | Descrizione evento | Descrizione evento | Descrizione evento                           | Descrizione evento | Descrizione evento            |
| ------------ | ------------------ | --- | ------------------ | -------------------------------------------- | ------------------ | ----------------------------- |
| 5 maggio     | XLVII Targa Florio | 28º posto | 5º posto           | Categoria Gran Turismo, Classe 2001-2500 cm³ | B24-2500 spider    | Mario De Tommasi/Carlo De Leo |
| 5 maggio     | XLVII Targa Florio | De Tommasi/De Leo sono in gara con una Lancia Aurelia B24 spider da 2,5 litri (non proprio nuova di fabbrica....) con cui riescono a percorrere, in poco più di 8 ore (8 ore 00'30"3/5), 8 giri del circuito da 72 km (in tutto km 576,000) alla media, non troppo esaltante, di km/h 71,923, che li relega all'ultimo posto di classe ed anche all'ultimo posto della graduatoria assoluta. |                    |                                              |                    |                               |

### 1964
Nessuna partecipazione di vetture Lancia Aurelia in competizioni di livello internazionale.